# سده هفدهم میلادی
| سده‌ها: | سده ۱۶ - سده ۱۷ - سده ۱۸                          |
| دهه‌ها: | ۱۶۰۰ ۱۶۱۰ ۱۶۲۰ ۱۶۳۰ ۱۶۴۰ ۱۶۵۰ ۱۶۶۰ ۱۶۷۰ ۱۶۸۰ ۱۶۹۰ |

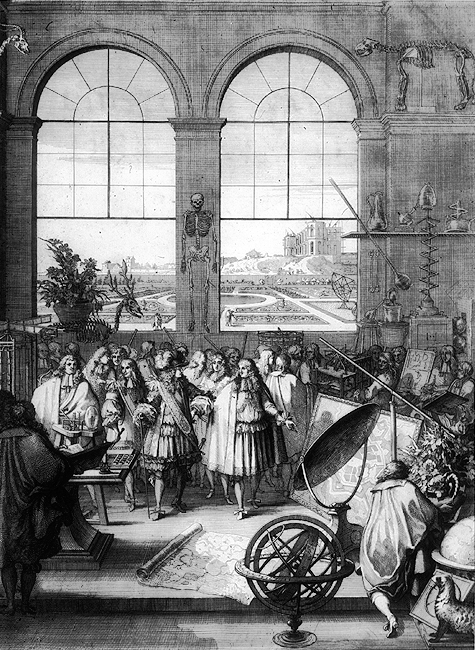
لویی چهاردهم در حال دیدار از آکادمی علوم به سال ۱۶۷۱ (۱۰۵۰). «بسیاری بر این باورند که (دانش مدرن) در اروپای سده ۱۷ متبلور شد و درک جدیدی از دنیای طبیعی را معرفی کرد.» - پیتر برت

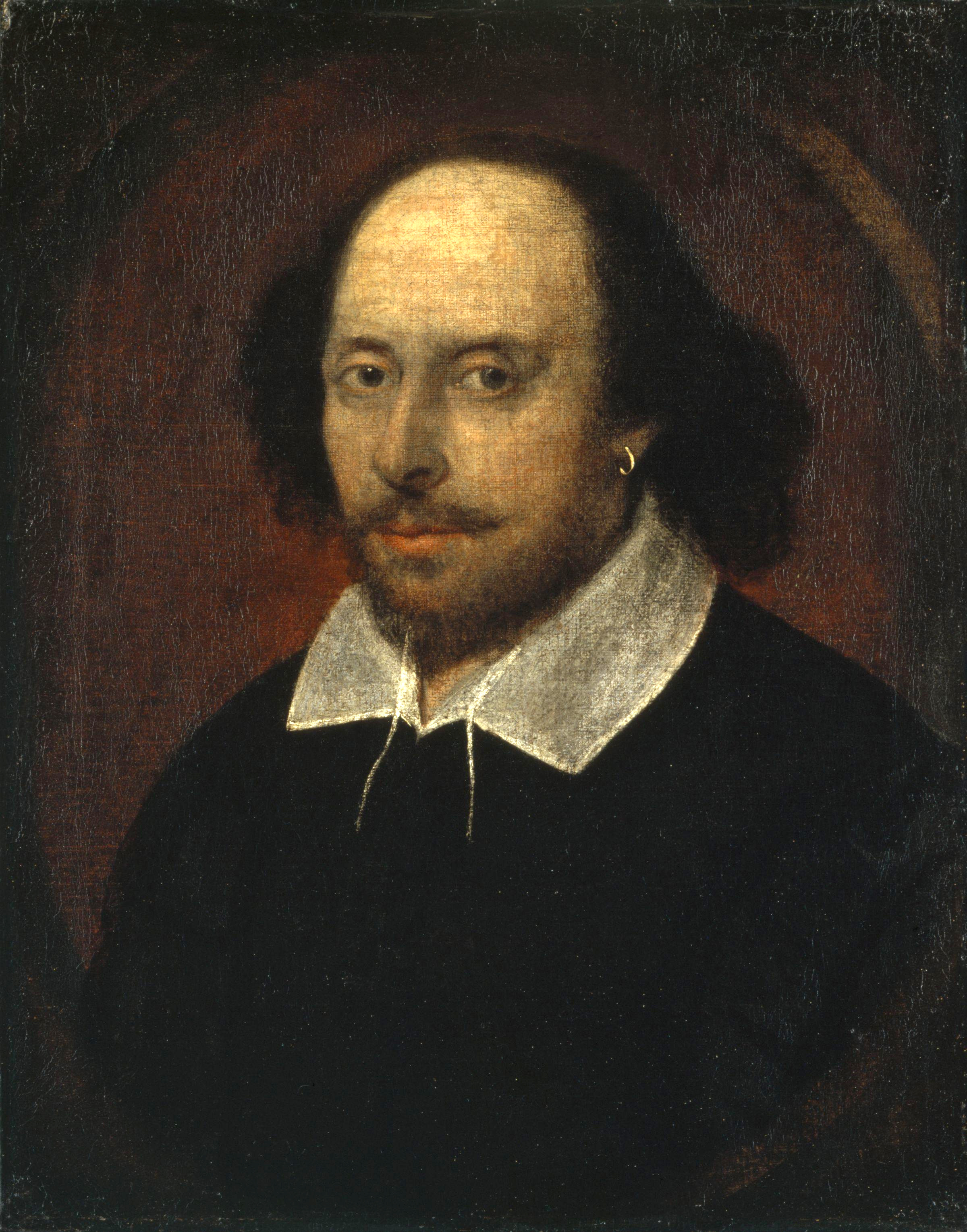
شکسپیر، نمایشنامه نویس شهیر انگلیسی

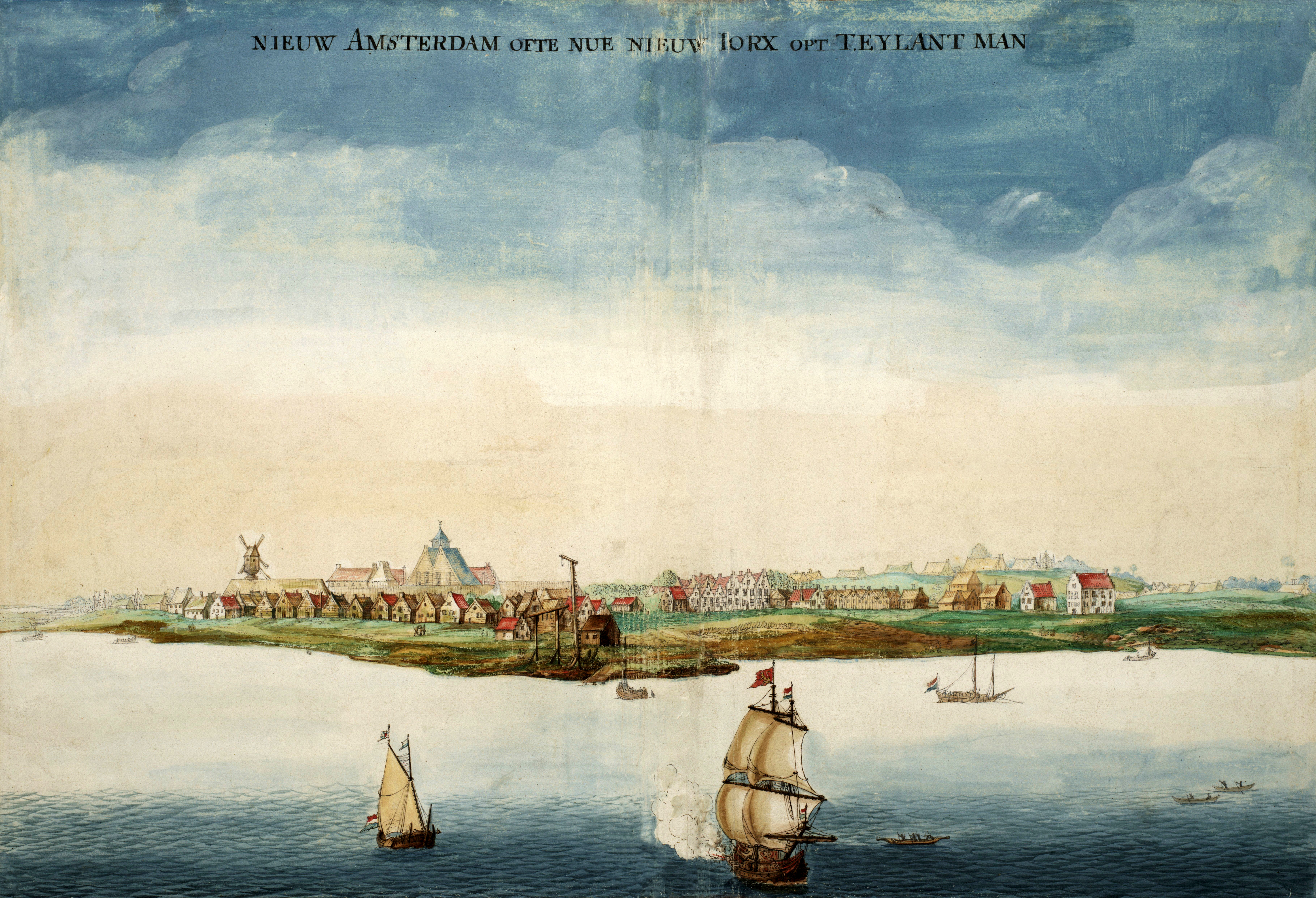
نیو آمستردام در سال ۱۶۶۴ (۱۰۴۳). تحت حکومت بریتانیا نام این شهر به نیویورک تغییر یافت.

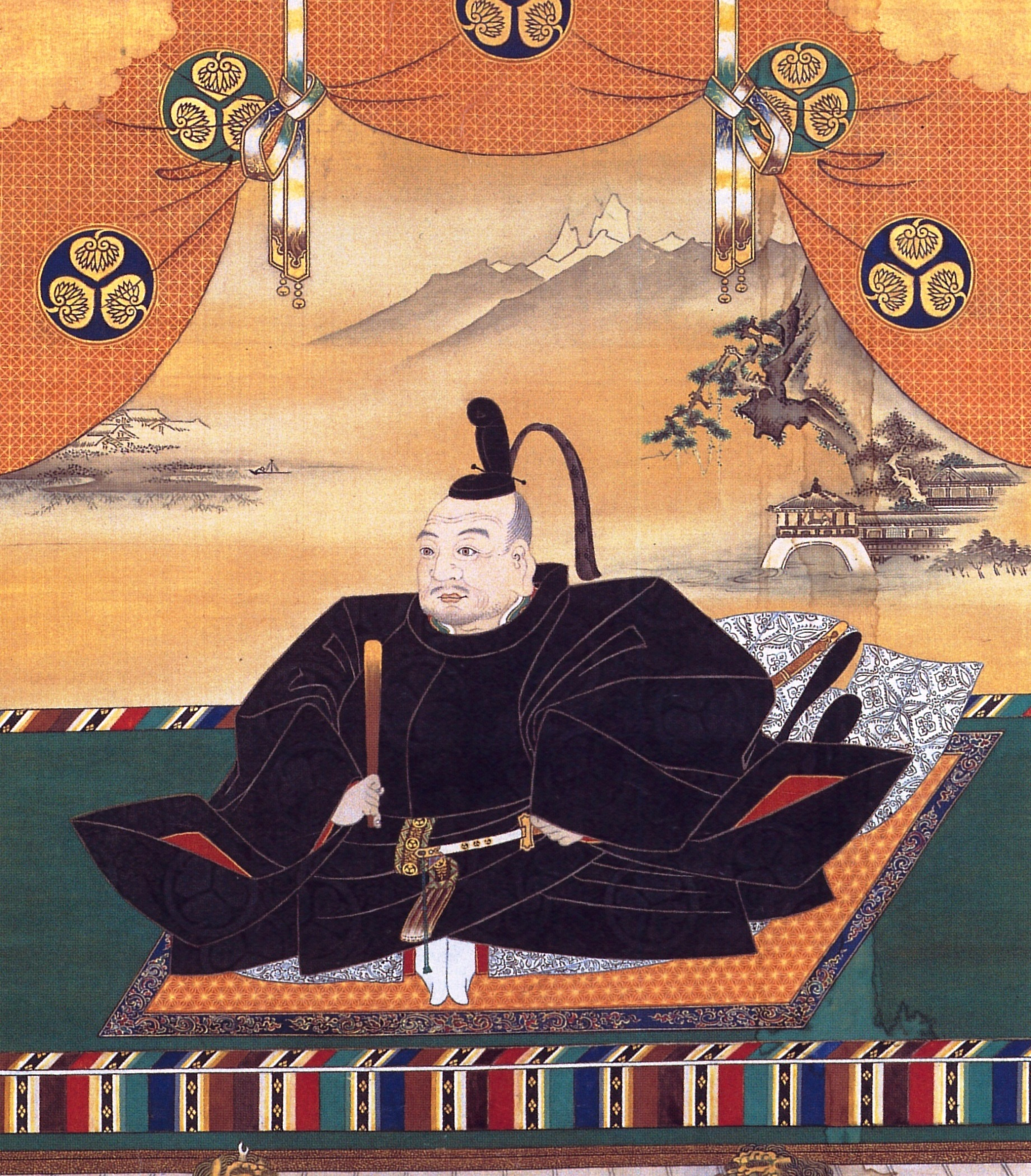
توکوگاوا ایه‌یاسو آخرین نظام شوگونی ژاپن را بنا نهاد که تا اوایل سده ۱۹ میلادی ادامه پیدا کرد.

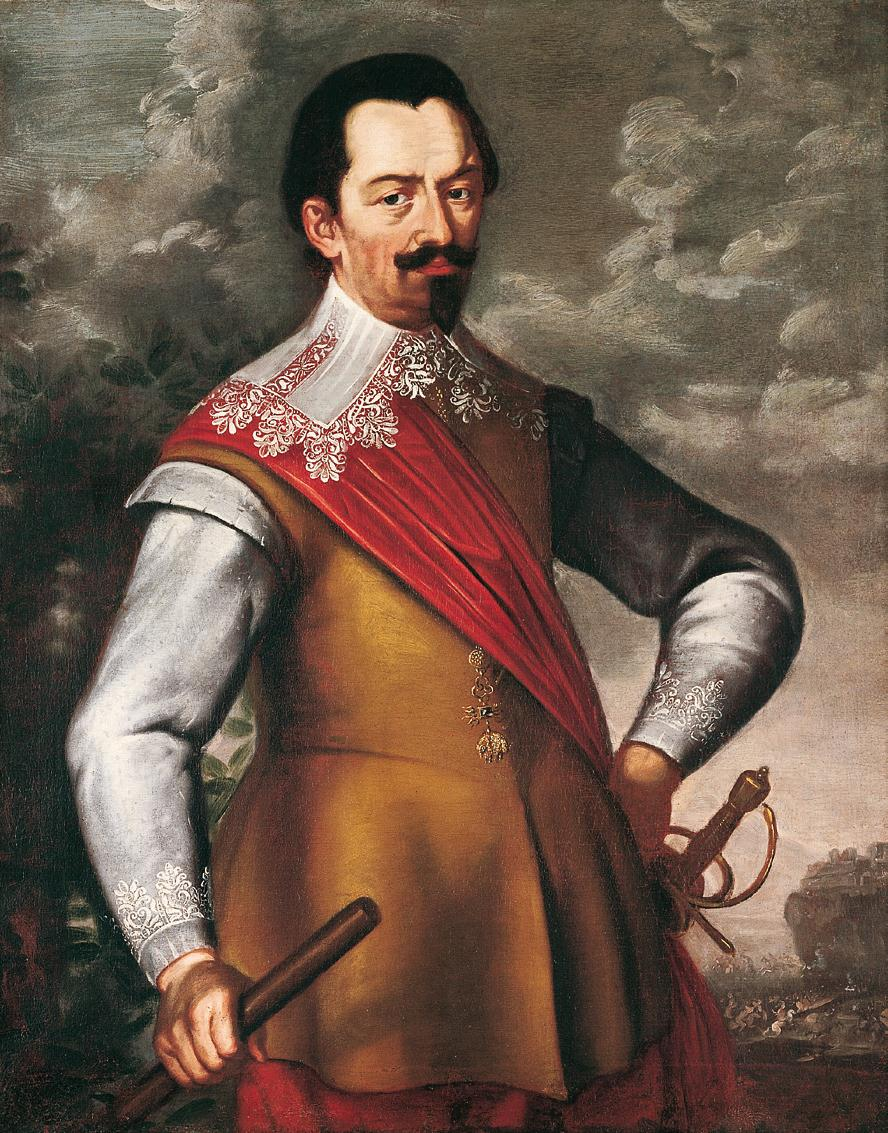
آلبرشت فون والنشتاین، فرمانده کاتولیک

شاه عباس اول، شاهنشاه صفوی

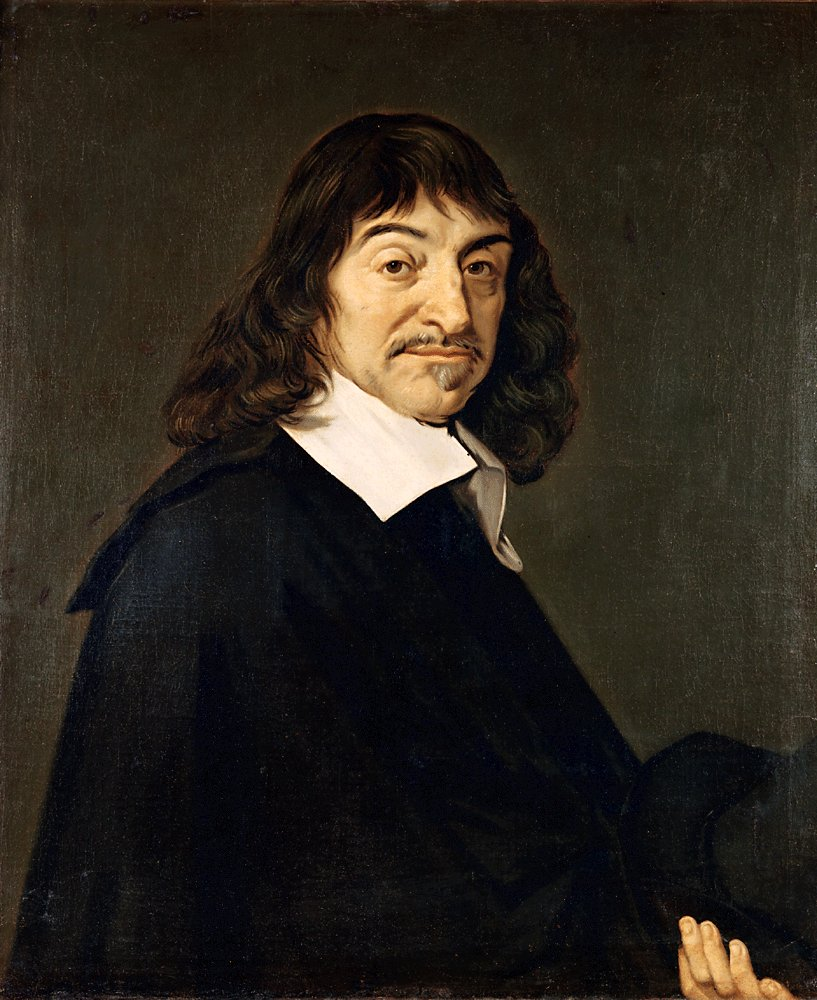
رنه دکارت، فیلسوف فرانسوی. دکارت را پدر عقل گرایی نوین می دانند. ایده های او در ریاضیات منجر به شکل گیری حساب دیفرانسیل گردید و وی را پایه گذار هندسه تحلیلی می دانند. دوگانه گرایی ؛ شک دکارتی (می اندیشم پس هستم) ، جوهره های سه گانه و تعین گرایی کلاسیک از جمله پایه های فلسفه دکارت هستند.

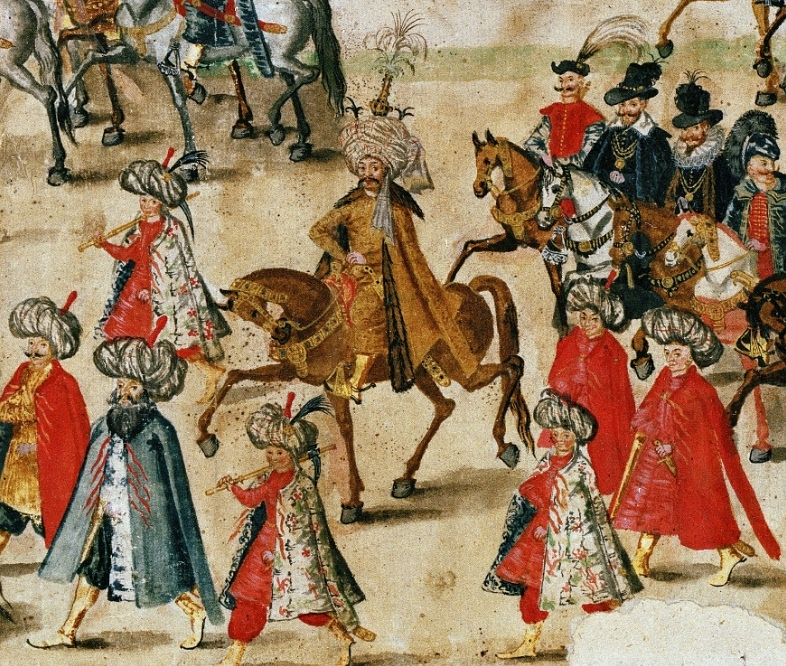
سفیر ایران در سال ۱۶۰۵ (میلادی) (۹۸۴) برای شرکت در مراسم ازدواج شاه لهستانی سیگیسموند سوم وارد کراکوف می‌شود.

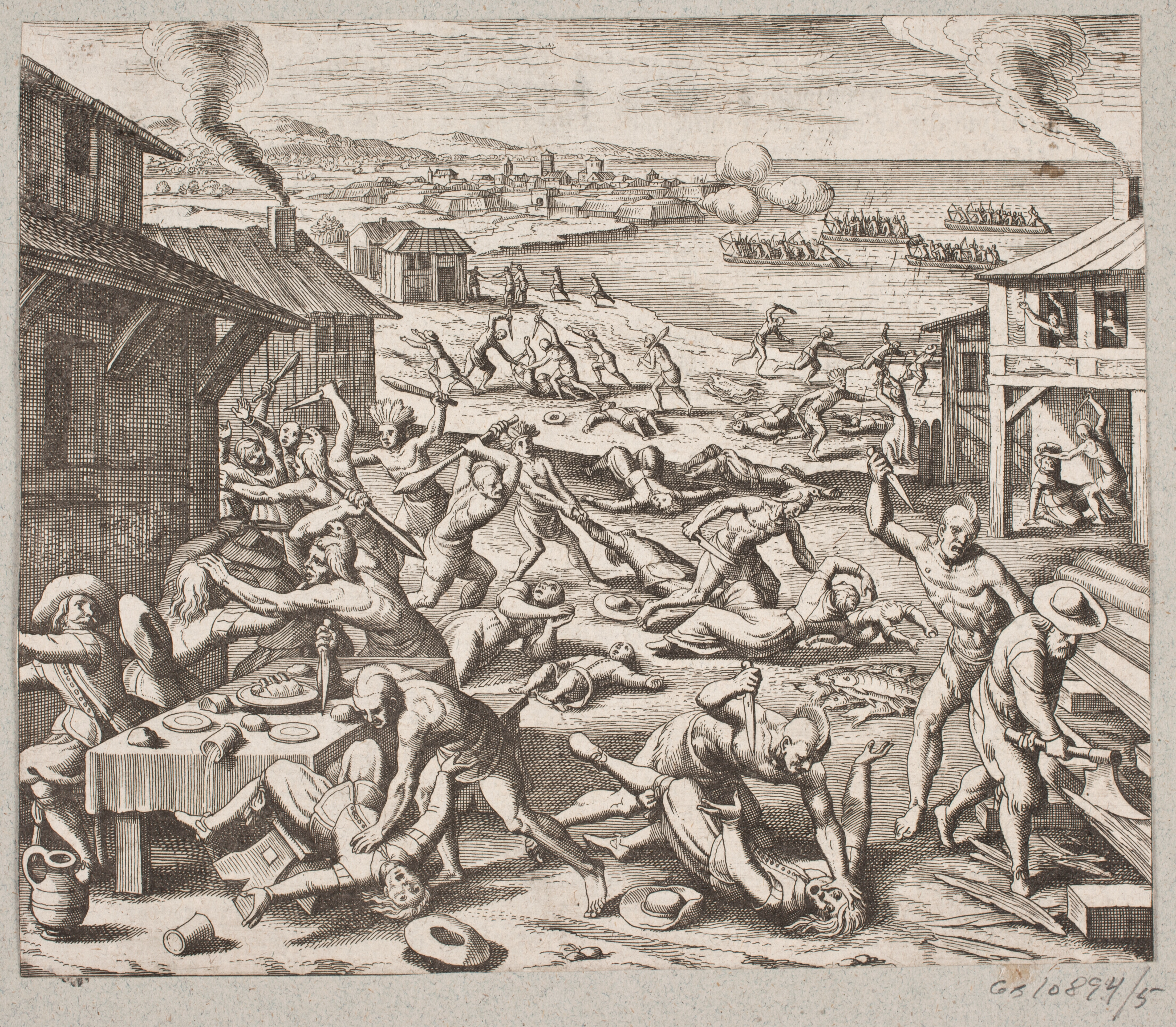
کشتار مهاجران در سال ۱۶۲۲ (میلادی) (۱۰۰۱). این کشتار نقش کلیدی در دشمن انگاشتن همهٔ بومی‌های سرخپوست از جانب استعمارگران انگلیسی داشت.

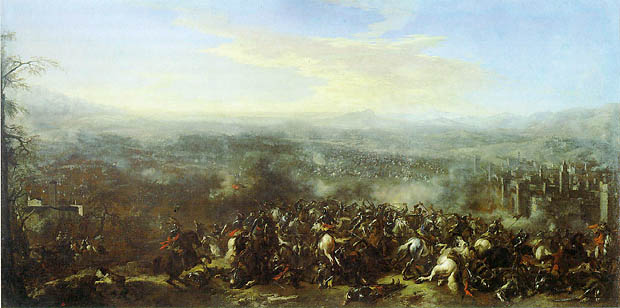
نبرد نوردلینگن ۱۶۳۴ (میلادی) (۱۰۱۳). ارتش کاتولیک امپراتوری روم مقدس که متکی به نیروهای حرفه‌ای اسپانیایی بود شکست سختی به ارتش پروتستان سوئد که به همراه متحدان آلمانی خود می‌جنگیدند وارد آوردند.

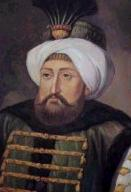
سلطان محمد چهارم، پادشاه عثمانی

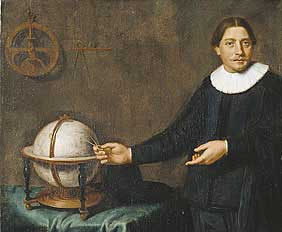
آبل جانسون تاسمان اکتشافگر هلندی

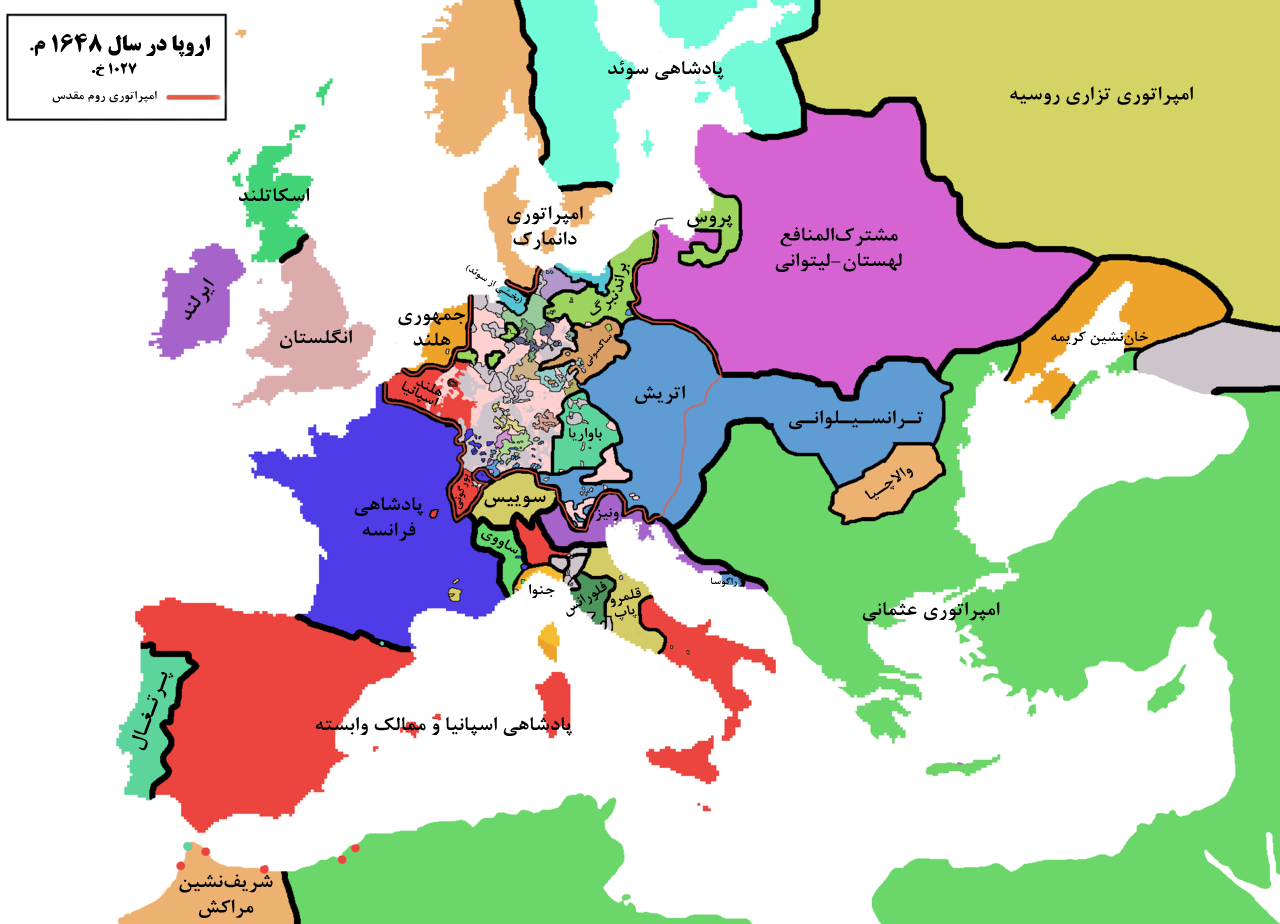
نقشه اروپا در سال ۱۶۴۸ (۱۰۲۷) پس از جنگ سی‌ساله

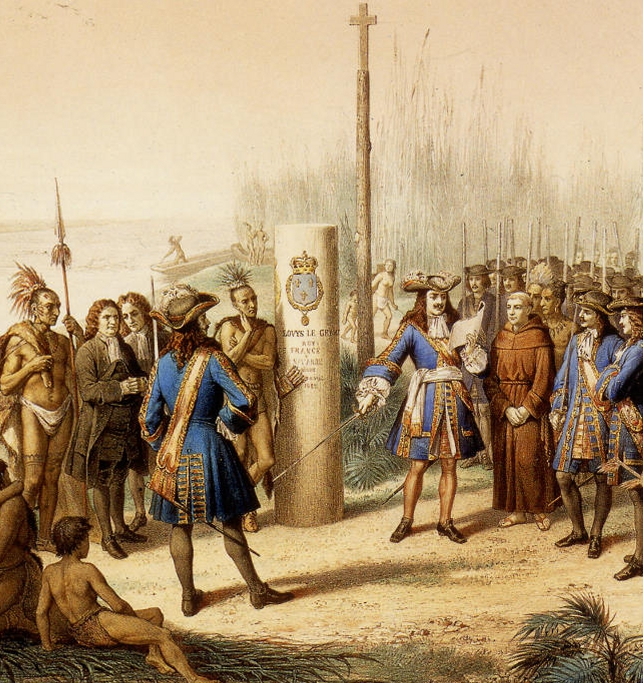
ادعای تملک لوئیزیانا توسط فرانسه

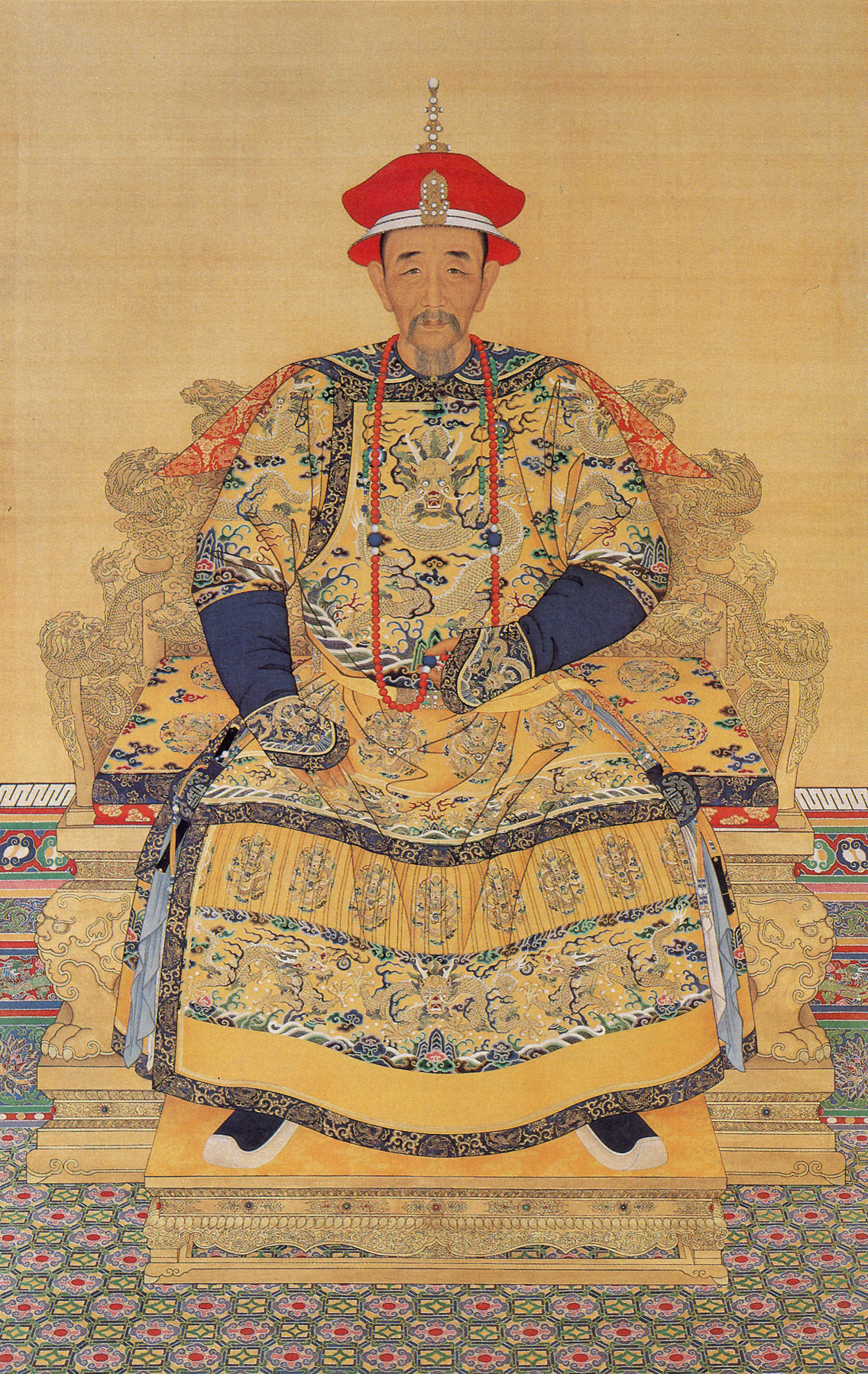
امپراتور کانگشی

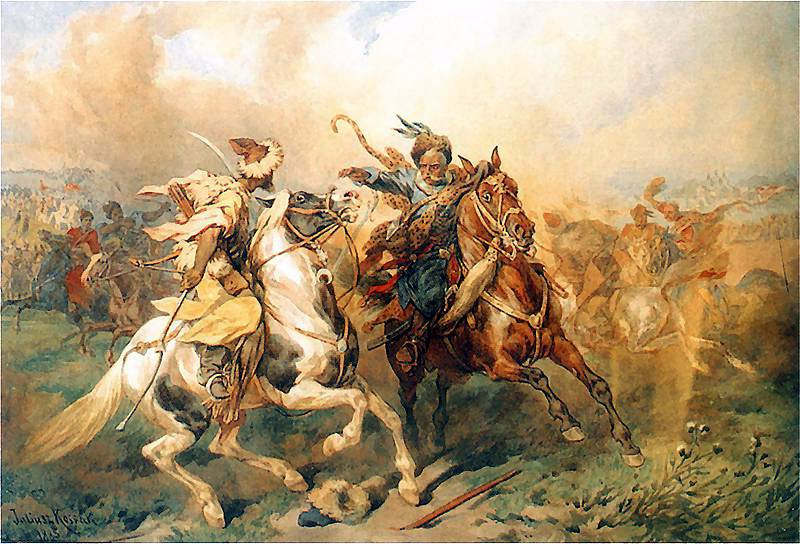
یک سوارکار تاتار کریمه در حال جنگ با سربازی از مشترک‌المنافع لهستان و لیتوانی.

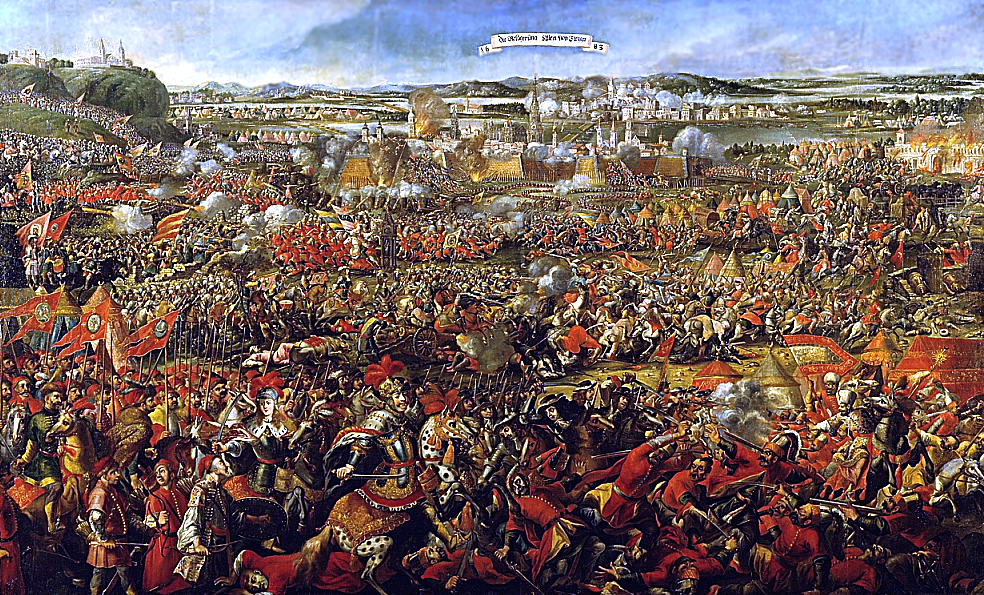
نبرد وین

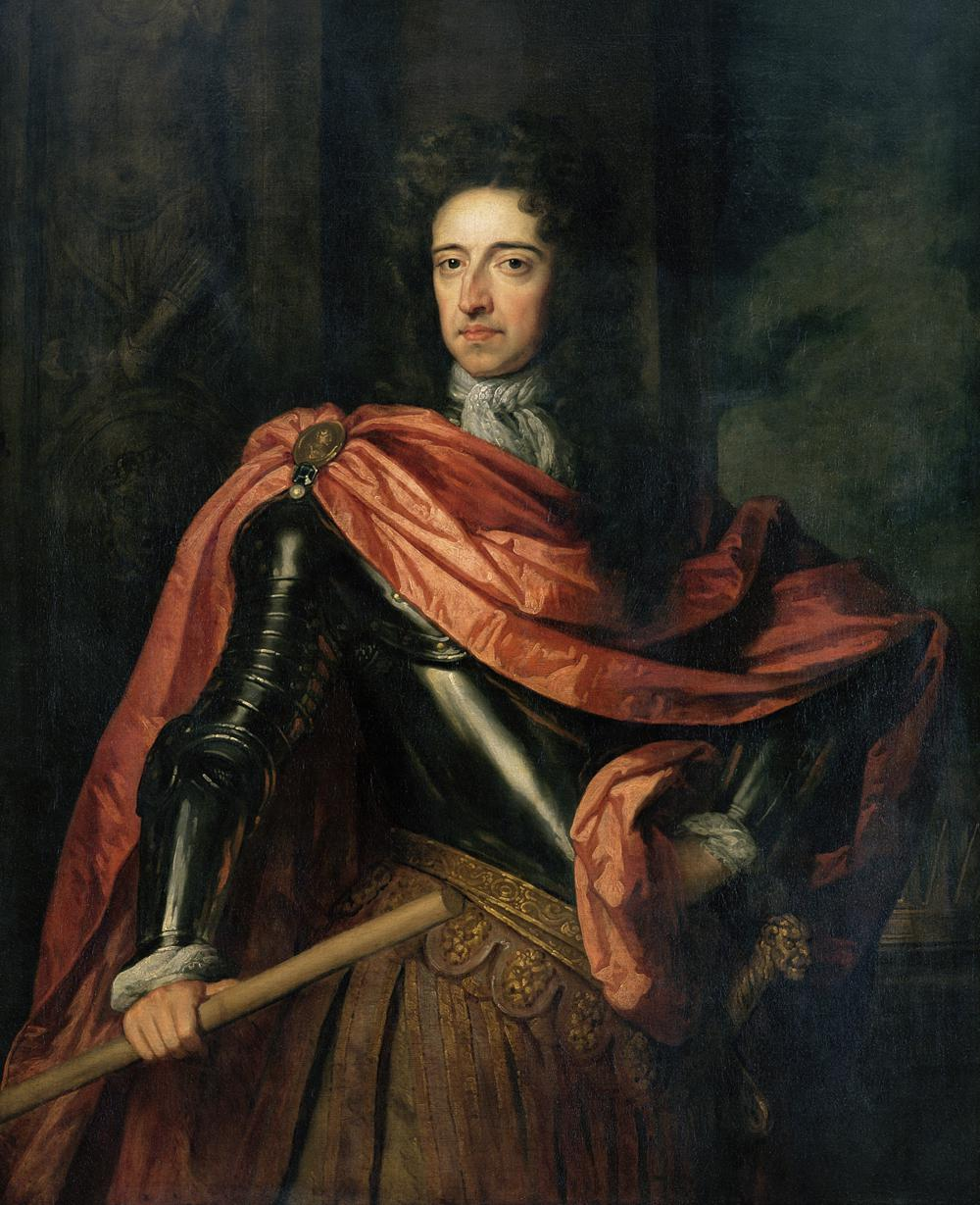
ویلیام سوم انگلستان

سدهٔ ۱۷ میلادی به فاصلهٔ بین سال‌های ۱۶۰۱ تا ۱۷۰۰ در گاهشماری گریگوری گفته می‌شود. این دوره برابر با سال‌های بین ۹۷۹ تا ۱۰۷۸ در گاهشماری هجری خورشیدی است. قرن هفدهم را می‌توان مرحله ابتدایی ورود اروپا به دوران جدید با گذر از قرون وسطی دانست. این دوره را با شاخصه‌هایی چون عصر طلایی هلند، جنبش فرهنگی باروک، لویی چهاردهم، انقلاب علمی و بحران عمومی در اروپا می‌شناسند. اصطلاح بحران عمومی از این جهت برای این دوره در نظر گرفته شده که در اروپا جنگ سی‌ساله، جنگ‌های عثمانی، پایان قیام هلند، تجزیه کشور همسود لهستان-لیتوانی و جنگ داخلی انگلستان رخ دادند.
برخی مورخان گستره بحران عمومی در سده ۱۷ میلادی را به کل جهان تعمیم می‌دهند. چین با سقوط امپراتوری مینگ ۳۰٪ جمعیت خود را از دست داد. در همین سده بود که اروپا شروع به استعمار قاره آمریکا کرد. کشف ذخایر افسانه‌ای نقره در پوتوسی پرو علیا و مکزیک باعث شد تورم در اروپا به شدت افزایش یابد زیرا ثروت انبوهی از سایر نقاط جهان وارد این قاره می‌شد.
در میان این بحران عمومی در جهان، پیروزی‌هایی نیز به چشم می‌خورد: در خاور نزدیک امپراتوری‌های عثمانی، صفوی و مغول قدرتمندتر می‌شدند و سیک‌ها در پنجاب به قدرت می‌رسیدند. کمی دورتر در ژاپن، توکوگاوا ایه‌یاسو آغازگر عصر ادو شد و سیاست انزواگرانه ساکوکو را که تا سده ۱۹ میلادی ادامه یافت در پیش گرفت. در چین سلسله مینگ با پیروزی‌های سردار منچویی به نام نورهاسی به چالش کشیده شد و پس از او توسط فرزندش هونگ تایجی ادامه یافت و سپس توسط نوه‌اش، امپراتور شونزی مؤسس دودمان چینگ به پایان رسید.
سیاست اروپا در طول بحران عمومی متأثر از فرانسه تحت فرمان لویی چهاردهم بود. طی حکومت وی قدرت پادشاهی در طول جنگ داخلی فروند به واسطهٔ تضعیف طبقه نیمه فئودال نجیب‌زادگان فرانسه متمرکزتر شد و این طبقه منکوب قدرت مطلق سلطنت شدند. حکومت این کار را با تغییر کاربری کاخ ورسای از یک منزلگاه شکاری به یک زندان مطلا که در آن دادگاه پادشاهی گسترش‌یافته را بسیار ساده‌تر می‌شد تحت نظارت داشت انجام داد. لویی چهاردهم با اطمینان از آرامش در داخل کشور مرزهای کشور را گسترده‌تر کرد به شکلی که مناطق روسیون، آرتوا، دانکرک، فرانش-کنته، استراسبورگ، آلزاس و لورین ضمیمه خاک فرانسه شدند.
در نیمه اول این سده قدرت در امپراتوری قدرتمند عثمانی عملاً در دست کوسم سلطان بود زنی که در پشت پرده پادشاهی هفت تن از سلاطین عثمانی عملاً قدرت و سپاه را در چنگ خود داشت و حتی دستور اعدام برخی از پادشاهان امپراتوری عثمانی را نیز صادر کرد. پس از مرگ کوسم سلطان نوبت به کوپولوزاده پاشاها رسید که نبض قدرت را در عثمانی به وسیله مقام صدارت در دست بگیرند و عملاً حکومت را اداره کنند.
با اتمام این سده، اروپایی‌ها به همت دانشمندانی نظیر نیوتون، لایبنیتس، گالیله، دکارت، فرما، هوک، بویل، لیوونهوک، گیلبرت و دیگران با لگاریتم، برق، تلسکوپ و میکروسکوپ، جبر، جاذبه، قوانین حرکت نیوتون، فشار هوا و ماشین‌های محاسبه‌گر آشنا شدند.
سده هفدهم میلادی در ایران که در آن زمان با نام پرشیا در جهان شناخته می‌شد، مصادف با پایان کار صفویان و به قدرت رسیدن افشاریان بود. شاهان صفوی و افشار قلمرو ایران را در این سده به ترتیب از سمت غرب و شرق گسترش دادند.

## رویدادها

### دههٔ ۱۶۰۰
- ۱۶۰۱ - (۹۸۰): وقوع نبرد کینساله، یکی از مهم‌ترین نبردها در طول تاریخ ایرلند
- ۱۶۰۱ - (۹۸۰): مایکل شجاع (نخستین متحدکننده رومانی)، حاکم والاچیا، مولدووا و ترانسیلوانی به دستور ژنرال هابسبورگ به نام جیورجو باستا در شهر کمپیا تورزی ترور شد.
- ۱۶۰۳ - ۱۶۰۱ - (۹۸۰-۹۸۲): قحطی در روسیه باعث مرگ یک سوم مردم شد.
- فتح تبریز: پس‌گیری تبریز از عثمانی‌ها در ۱۶۰۳ توسط شاه عباس یکم.
- ۱۶۰۲ - (۹۸۱): کمپانی هند شرقی هلند تأسیس شد. موفقیت این شرکت به آغاز عصر طلایی هلند کمک کرد.
- ۱۶۰۳ - (۹۸۲): الیزابت اول انگلستان درگذشت و جای خود را به پسرعمویش جیمز ششم اسکاتلند داد تا بدینوسیله پادشاهی‌های اسکاتلند و انگلستان متحد شوند.
- ۱۶۰۳ - (۹۸۲): توکوگاوا ایه‌یاسو کنترل ژاپن را به دست گرفت و نظام شوگونی را برقرار کرد که آغازگر عصر ادو بود. این دوره تا سال ۱۸۶۹ میلادی (۱۲۴۸) ادامه داشت.
- ۱۶۲۳ - ۱۶۰۳ - (۹۸۲-۱۰۰۲): شاه عباس اول پس از آن که ارتش خود را مجهز به سلاح‌های نوین کرد با تصرف سرزمین‌هایی از عثمانی و پرتغال قلمرو خود را گسترش داد.
- ۱۶۰۴ - (۹۸۳): نبرد ارومیه
- ۱۶۰۵ - (۹۸۴): توطئه باروت برای قتل شاه در انگلستان شکست خورد.
- ۱۶۰۶ - (۹۸۵): دژهای وسپریم و ویشگراد توسط عثمانی‌ها تسخیر شدند.
- ۱۶۰۶ - (۹۸۵): جنگ طولانی بین امپراتوری عثمانی و اتریش با امضای پیمان صلح زیتفاتوروک به پایان رسید. اتریش متعهد شد خاک ترانسیلوانی را ترک کند.
- ۱۶۰۶ - (۹۸۵): عهدنامه وین خیزش ضد هابسبورگ را در پادشاهی مجارستان پایان داد.
- ۱۶۰۶ - (۹۸۵): ترور استفان بوکسکای ترانسیلوانی
- ۱۶۰۶ - (۹۸۵): عصر ناآرامی: واسیلی چهارم تزار روسیه شد.
- ۱۶۰۶ - (۹۸۵): ناخدا ویلم جانسون به همراه خدمه‌اش وارد کشتی دویفکن شدند و اولین اروپایی‌هایی نام گرفتند که توانستند استرالیا را ببینند و پا به خاک آن بگذارند.
- ۱۶۰۷ - (۹۸۶): جیمزتاون ویرجینیا مسکونی شد و نخستین مستعمرهٔ انگلیسی در شمال آمریکا نام گرفت.
- ۱۶۰۷ - (۹۸۶): فرار ارل‌ها (فرار اغلب آریستوکرات‌های گالیک) از شهرستان دونگال در غرب استان اولستر ایرلند.
- ۱۶۰۸ - (۹۸۷): شهر کبک توسط ساموئل دو شامپلین در فرانسه نو (کانادای امروزی) ساخته شد.
- ۱۶۰۹ - (۹۸۸): هلند و اسپانیا موافقت کردند تا به مدت دوازده سال در جنگ هشتاد ساله ترک مخاصمه کنند.
- ۱۶۰۹ - (۹۸۸): پدرو دو پرالتا که بعدها فرماندار نیومکزیکو شد مستعمرهٔ سانتافه را بنیان نهاد.
- ۱۶۰۹ - (۹۸۸): ماکیسمیلیان اول باواریایی اتحاد کاتولیک را ایجاد کرد.

### دههٔ ۱۶۱۰
- ۱۶۱۰ - (۹۸۹): ارتش مشترک‌المنافع لهستان لیتوانی نیروهای مرکب روسیه و سوئد را در نبرد کلوشینو شکست داده و مسکو را تسخیر کردند.
- ۱۶۱۳ - (۹۹۲): با تشکیل خانه رومانوف‌ها در روسیه عصر ناآرامی به پایان رسید. این خانه تا سال ۱۹۱۷ (۱۲۹۶) بر روسیه حاکم بود.
- ۱۶۱۳-۱۶۱۷ - (۹۹۲-۹۹۶): مشترک‌المنافع لهستان لیتوانی بارها توسط تاتارها مورد حمله قرار گرفت.[۴]
- ۱۶۱۶ - (۹۹۵): آخرین موریسکوهای باقی‌مانده در اسپانیا (مورهایی که در ظاهر به مسیحیت گرویده بودند) از آنجا اخراج شدند.
- ۱۶۱۶ - (۹۹۵): ویلیام شکسپیر شاعر و نمایشنامه‌نویس انگلیسی درگذشت.
- ۱۶۱۶ - (۹۹۵): فتح تفلیس و نبرد گوگجه
- ۱۶۱۸ - (۹۹۷): نبرد تبریز، دومین سقوط از پنجره در پراگ
- ۱۶۱۸ - (۹۹۷): قیام بوهمی باعث شد جنگ سی‌ساله که کل اروپا را بین سال‌های ۱۶۱۸ تا ۱۶۴۸ (۹۹۷ تا ۱۰۲۷) دربر گرفت تسریع یابد.
- ۱۶۱۸ - (۹۹۷): بتلن گابور، شاهزادهٔ ترانسیلوانی به شورشیان پروتستان پیوست.
- ۱۶۱۸ - (۹۹۷): حملات منچوها به چین آغاز شد. لشکرکشی آن‌ها در نهایت به سقوط دودمان مینگ انجامید.
- ۱۶۱۹ - (۹۹۸): بتلن گابور خارج از وین شکست خورد.

### دههٔ ۱۶۲۰
- ۱۶۲۰ - (۹۹۹): امپراتور فردیناند دوم شورشی‌های بوهمی را در نبرد کوهستان سفید شکست داد.
- ۱۶۲۰ - ۱۶۲۱ - (۹۹۹-۱۰۰۰): جنگ عثمانی و لهستان بر سر مولداوی
- ۱۶۲۰ - (۹۹۹): بتلن گابور با عثمانی‌ها هم‌پیمان شده و حمله‌ای علیه مولداوی صورت می‌گیرد. لهستان در سکورا واقع در رود پروت متحمل فاجعه می‌شود.
- ۱۶۲۱ - (۱۰۰۰): جنگ خوتین: لهستانی‌ها و قزاق‌ها تحت فرماندهی یان کارول خادکیویچ عثمانی‌ها را شکست دادند.
- ۱۶۲۲ - (۱۰۰۱): فتح هرمز: تصرف و پس‌گیری جزیره هرمز که به مدت ۱۱۶ سال در اشغال امپراتوری پرتغال بود در سال ۱۶۲۲ به وسیله امام قلی خان سردار شاه عباس یکم و با کمک کمپانی هند شرقی انگلستان صورت گرفت.
- ۱۶۲۲ - (۱۰۰۱): کشتار جیمزتاون: بومیان الگانکین ۳۴۷ مهاجر انگلیسی (یک سوم جمعیت این مستعمره) را خارج از جیمزتاون ویرجینیا کشتند و مستعمرهٔ هنریکوس را به آتش کشیدند.
- ۱۶۲۳ - (۱۰۰۲): مافئو باربرینی به عنوان پاپ اوربان هشتم در کنفرانس پاپی ۱۶۲۳ انتخاب شد.
- فتح بغداد (۱۶۲۳) توسط شاه عباس یکم.
- ۱۶۲۴ - ۱۶۴۲ - (۱۰۰۳-۱۰۲۱): کاردینال ریشلیو در مقام نخست‌وزیری، قدرت را در فرانسه متمرکز کرد.
  - ۱۶۲۵: نبرد بغداد (۱۶۲۵)
- ۱۶۲۶ - (۱۰۰۵): ساخت کلیسای سن پیر در واتیکان به پایان رسید.
- ۱۶۲۷ - (۱۰۰۶): کاردینال ریشلیو شهر لروشل (با ساکنان پروتستانی) را محاصره کرد که در نتیجه این شهر تسلیم شد.
- ۱۶۲۷ - (۱۰۰۶): نسل گاوهای دشتی (اراخ) منقرض شد.
- ۱۶۲۹ - (۱۰۰۸): شاه عباس اول، شاهنشاه صفوی مرد.
- ۱۶۲۹ - (۱۰۰۸): کاردینال ریشلیو در جنگ سی‌ساله با نیروهای پروتستانی سوئد هم‌پیمان شد تا با گسترش امپراتوری روم مقدس توسط فردیناند دوم مقابله کند.

### دههٔ ۱۶۳۰
- ۱۶۳۱ - (۱۰۱۰): کوه وزوو فوران کرد.
- ۱۶۳۲ - (۱۰۱۱): نبرد لوتزن مرگ شاه سوئد، گوستاو آدولف دوم را در پی داشت.
- ۱۶۳۲ - (۱۰۱۱): ساخت تاج محل در آگره‌ی هند آغاز شد.
- ۱۶۳۳ - (۱۰۱۲): گالیلئو گالیله برای محاکمه وارد روم شد.
- ۱۶۳۹ - ۱۶۳۳ - (۱۰۱۲-۱۰۱۸): ژاپن تبدیل به یک «کشور دربسته» شد.
- ۱۶۳۴ - (۱۰۱۳): نبرد نوردلینگن منجر به پیروزی کاتولیک‌ها شد.
- ۱۶۳۴ - (۱۰۱۳): امپراتور فاسیلیدس پدر آفونسو مندس و بسیاری از مبلغان یسوعی را از حبشه اخراج کرد.
- ۱۶۳۶ - (۱۰۱۵): امپراتور فاسیلیدس شهر گوندار را که به مدت دو سده پایتخت حبشه ماند بنیان نهاد.
- ۱۶۳۶ - (۱۰۱۵): دانشگاه هاروارد در شهر کمبریج ایالت ماساچوست ساخته شد.
- ۱۶۳۷ - (۱۰۱۶): شورش شیمابارا توسط مسیحیان ژاپنی، رونین‌ها و فقرا علیه ادو.
- ۱۶۳۹ - (۱۰۱۸): نبرد داونز - ناوگان جمهوری متحد هفت ایالتی هلند با قاطعیت ناوگان اسپانیا را در آب‌های انگلیس شکست داد.
- ۱۶۳۹ - (۱۰۱۸): اختلافات بین فارنیزی‌ها و پاپ باربرینی اربان هشتم به حدی بالا گرفت که موجب جنگ‌های کاسترو تا سال ۱۶۴۹ (میلادی) (۱۰۲۸) شد.
- ۱۶۵۱ - ۱۶۳۹ - (۱۰۱۸-۱۰۳۰): جنگ سه پادشاهی: جنگ‌های داخلی در بریتانیا بین سه منطقه انگلیس، ایرلند و اسکاتلند.

### دههٔ ۱۶۴۰
- ۱۶۴۰ - (۱۰۱۹): شاه چارلز انگلستان مجبور شد پارلمان را به دلیل قیام اسکات‌ها فرا بخواند.
- ۱۶۶۸ - ۱۶۴۰ - (۱۰۱۹-۱۰۴۷): جنگ بازگشت پرتغال منجر به اتحاد ایبریایی شد.
- ۱۶۴۰ - (۱۰۱۹): شکنجه در انگلستان غیرقانونی شد.
- ۱۶۴۱ - (۱۰۲۰): نظام شوگونی توکوگاوا وضعیت ساکوکو را اعلام کرد. در این وضعیت تمام خارجی‌ها از ژاپن اخراج و هیچ‌کس حق ورود یا خروج از کشور را نداشت.
- ۱۶۴۱ - (۱۰۲۰): شورش ایرلند
- ۱۶۴۱ - (۱۰۲۰): رنه دکارت کتاب تأملات در فلسفهٔ اولٰی را منتشر کرد.
- ۱۶۴۲ - (۱۰۲۱): آبل تاسمان اکتشافگر هلندی سرزمین زلاند نو را به عنوان نخستین اروپایی مشاهده می‌کند.
- ۱۶۴۲ - (۱۰۲۱): آغاز جنگ داخلی در انگلستان - این درگیری تا سال ۱۶۵۱ (میلادی) (۱۰۳۰) ادامه یافت و تنها با اعدام شاه چارلز اول، پایان سلطنت و برتری پارلمان بر شاه بود که آرام گرفت.
- ۱۶۴۴ - (۱۰۲۳): جیووانی باتیستا پامفیلی به عنوان پاپ اینوسنت دهم در کنفرانس پاپی ۱۶۴۴ انتخاب شد.
- ۱۶۴۴ - (۱۰۲۳): منچوها چین را تسخیر کردند و دودمان مینگ به پایان رسید. دودمان چینگ تا سال ۱۹۱۲ (میلادی) (۱۲۹۱) حکومت کرد.
- ۱۶۷۴ - ۱۶۴۴ - (۱۰۲۳-۱۰۵۳): جنگ سی‌ساله موریتانیا
- ۱۶۴۵ - (۱۰۲۴): مرگ میاموتو موساشی، جنگجوی سامورایی ژاپنی بر اثر حوادث طبیعی.
- ۱۶۶۹ - ۱۶۴۵ - (۱۰۲۴-۱۰۴۸): جنگ عثمانی با ونیز. عثمانی‌ها به کرت حمله کردند و خانیا را اشغال کردند.
- ۱۶۴۷ - (۱۰۲۶): محمد چهارم در سن هفت سالگی به پادشاهی عثمانی رسید.
- ۱۶۵۲ - ۱۶۴۷ - (۱۰۲۶-۱۰۳۱): طاعون بزرگ در سویل.
- ۱۶۴۸ - (۱۰۲۷): پیمان وستفالیا به جنگ سی‌ساله و جنگ هشتادساله خاتمه داد و به اقتدار امپراتوری‌های اسپانیا و روم مقدس به عنوان قدرت‌های بزرگ اروپا پایان داد.
- ۱۶۵۳ - ۱۶۴۸ - (۱۰۲۷-۱۰۳۲): جنگ داخلی فروند در فرانسه.
- ۱۶۶۷ - ۱۶۴۸ - (۱۰۲۷-۱۰۴۶): جنگ‌های دلوج کشور همسود لهستان لیتوانی را ویران کرد.
- ۱۶۶۹ - ۱۶۴۸ - (۱۰۲۷-۱۰۴۸): عثمانی‌ها کرت را پس از محاصره کاندیا از ونیزی‌ها گرفتند.
- ۱۶۵۳ - ۱۶۴۹ - (۱۰۲۸-۱۰۳۲): استیلای نیروهای کرامول بر ایرلند.

### دههٔ ۱۶۵۰
- ۱۶۵۱ - (۱۰۳۰): جنگ داخلی انگلیس با پیروزی پارلمانی‌ها در نبرد ورسستر به پایان رسید.
- ۱۶۵۲ - (۱۰۳۱): کمپانی هند شرقی هلند شهر کیپ تاون را در آفریقای جنوبی ساخت.
- ۱۶۵۲ - (۱۰۳۱): نخستین جنگ انگلیس و هلند آغاز شد.
- ۱۶۶۱ - ۱۶۵۴ - (۱۰۳۳-۱۰۴۰): کشته شدن کوسم سلطان آغاز عصر کوپولوزاده در حکومت عثمانی.
- ۱۶۶۱ - ۱۶۵۵ - (۱۰۳۴-۱۰۴۰): جنگ‌های شمالی در اروپا باعث شدند که جایگاه سوئد به عنوان یک قدرت بزرگ تثبیت شود.
- ۱۶۵۸ - (۱۰۳۷): پس از آن که بنای تاج‌محل در هندوستان به دستور شاه‌جهان به پایان رسید، پسرش اورنگزیب او را از سلطنت پایین کشید.

### دههٔ ۱۶۶۰
- ۱۶۶۰ - (۱۰۳۹): جمهوری مشترک‌المنافع انگلستان به پایان رسید و سلطنت بار دیگر برقرار شد.
- ۱۶۶۰ - (۱۰۳۹): انجمن پادشاهی لندن برای پیشبرد دانش طبیعی در انگلستان بنیان نهاده شد.
- ۱۶۶۱ - (۱۰۴۰): محمد کوپرولو مرد و پسرش احمد، جای وی را به عنوان وزیر اعظم دولت عثمانی گرفت.
- ۱۶۶۱ - (۱۰۴۰): دوره پادشاهی امپراتور کانگشی در چین آغاز شد.
- ۱۶۶۲ - (۱۰۴۱): کوکسینگا تایوان را از دست هلندی‌ها گرفت و پادشاهی تونگنینگ را که تا سال ۱۶۸۳ (۱۰۶۲) ادامه داشت بنیان نهاد.
- ۱۶۶۳ - (۱۰۴۲): جنگ عثمانی با هابسبورگ مجارستان آغاز شد.
- ۱۶۶۳ - (۱۰۴۲): فرانسه کنترل کامل سیاسی نظامی بر مایملک استعماری خود در فرانسه نو را به دست گرفت.
- ۱۶۶۳ - (۱۰۴۲): رابرت هوک با استفاده از میکروسکوپ، یاخته را کشف کرد.
- ۱۶۶۴ - (۱۰۴۳): نبرد سنت‌گوتهارد: عثمانی از رایموندو مونتکوکولی شکست خوردند. صلح واش‌وار به منظور حفظ آرامش تا ۲۰ سال بعد بسته شد.
- ۱۶۶۴ - (۱۰۴۳): نیروهای بریتانیایی شهر نیو آمستردام را را گرفته و نام آن را به نیویورک تغییر دادند.
- ۱۶۶۴ - (۱۰۴۳): کتاب جنگل‌داری جان اِوْلین به نام سیلوا در انگلستان منتشر شد.
- ۱۶۶۵ - (۱۰۴۴): طاعون بزرگ در لندن.
- ۱۶۶۵ - (۱۰۴۴): امپراتوری کنگو در جنگ امبیویلا از پرتغال شکست خورد.
- ۱۶۶۷ - ۱۶۶۵ - (۱۰۴۴-۱۰۴۶): دومین جنگ انگلیس و هلند بین انگلستان و جمهوری متحد هفت ایالتی هلند انجام شد.
- ۱۶۶۶ - (۱۰۴۵):  پایه گذاری و اعلام استقلال حکومت خانات کلات در قلمرو بلوچستان با سلطنت میر احمد خان ثالث کمبرانی از گورکانیان هند [۵]
- ۱۶۶۶ - (۱۰۴۵): آتش‌سوزی بزرگ لندن.
- ۱۶۶۷ - (۱۰۴۶): عملیات یورش بر مِدْوِی در طول جنگ انگلیس و هلند
- ۱۶۶۸ - ۱۶۶۷ - (۱۰۴۶-۱۰۴۷): جنگ واگذاری: فرانسه به هلند حمله کرد. پیمان آخن در سال ۱۶۶۸ (۱۰۴۷) این جنگ را به پایان رساند
- ۱۶۹۹ - ۱۶۶۷ - (۱۰۴۶-۱۰۷۸): جنگ بزرگ عثمانی گسترش این امپراتوری در اروپا را متوقف کرد.
- ۱۶۶۸ - (۱۰۴۷): معاهدهٔ لیسبون بین اسپانیا و پرتغال موجب شد که پرتغال به عنوان کشوری مستقل شناخته شود.
- ۱۶۶۹ - (۱۰۴۸): عثمانی‌ها کرت را گرفتند.

### دههٔ ۱۶۷۰
- ۱۶۷۰ - (۱۰۴۹): شرکت هادسون بی در کانادا تأسیس شد.
- ۱۶۷۳ - ۱۶۷۲ - (۱۰۵۱-۱۰۵۲): اردوکشی عثمانی‌ها برای کمک به قزاق‌های اوکراین. یان سوبیسکی، عثمانی‌ها را در دومین نبرد خوتین به سال ۱۶۷۳ (۱۰۵۲) شکست داد.
- ۱۶۷۶ - ۱۶۷۲ - (۱۰۵۱-۱۰۵۵): جنگ عثمانی و مجارستان
- ۱۶۷۲ - (۱۰۵۱): سال رامپیار (فاجعه) در هلند - حملهٔ مرکب فرانسه، انگلستان و دو استان آلمانی علیه جمهوری متحد هفت ایالتی هلند.
- ۱۶۷۸ - ۱۶۷۲ - (۱۰۵۱-۱۰۵۷): جنگ فرانسه و هلند
- ۱۶۷۳ - (۱۰۵۲): آنتونی فان لیوونهوک توانست برای اولین بار در تاریخ میکروب را ببیند. او با استفاده از میکروسکوپی که در خانه ساخته بود، بقایای دندان، قطرات باران و مدفوع خود را زیر دستگاه مشاهده کرد و نام موجودات ریزی را که دید انیمالکولس (جانور ریز) گذاشت.
- ۱۶۷۴ - (۱۰۵۳): پیمان صلح وست‌مینیستر جنگ بین جمهوری متحد هفت ایالتی هلند و انگلستان را پایان داد.
- ۱۶۷۴ - (۱۰۵۳): امپراتوری مراتا توسط شیواجی در هندوستان به وجود آمد.
- ۱۶۷۶ - (۱۰۵۵): پیمان صلح زوراونو خصومت بین عثمانی و لهستان را پایان داد.
- ۱۶۷۶ - (۱۰۵۵): کارا مصطفی، وزیر اعظم عثمانی شد.
- ۱۶۸۱ - ۱۶۷۶ - (۱۰۵۵-۱۰۶۰): جنگ بین روسیه و عثمانی درگرفت.
- ۱۶۷۸ - (۱۰۵۷): پیمان صلح نیمیخن پایانی بر خشونت‌ها بین هلند و فرانسه شد.

### دههٔ ۱۶۸۰

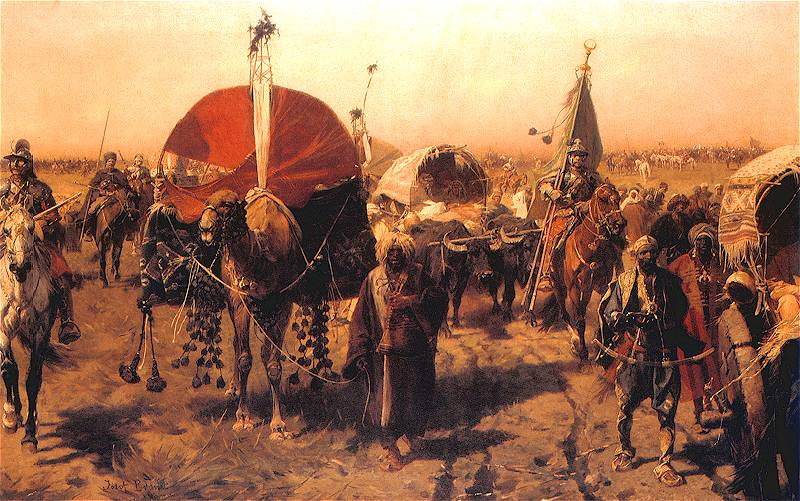
بازگشت از وین اثر یوزف براند. ارتش لهستان در حال بازگشت به وطن به همراه غنایم جنگی که از ارتش عثمانی در نبرد وین به دست آوردند.

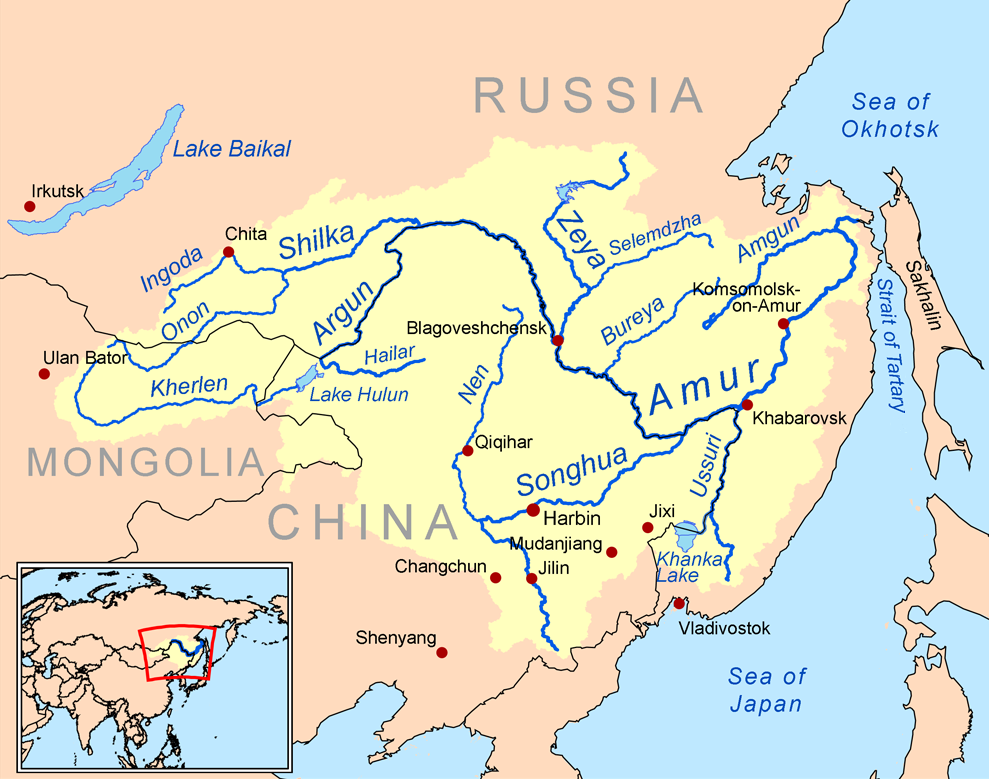
پیمان نرچینسک مرزی بین چین و روسیه برقرار ساخت.

- ۱۶۸۰ - (۱۰۵۹): شورش پوئبلو، اسپانیایی‌ها را تا سال ۱۶۹۲ (۱۰۷۱) از نیومکزیکو بیرون راند.
- ۱۶۸۱ - (۱۰۶۰): پاشای شهر بودا از شورش ایمره توکولی در مجارستان حمایت کرد.
- ۱۶۸۲ - (۱۰۶۱): سلطان محمد چهارم عثمانی تحت تأثیر کارا مصطفی تصمیم گرفت از آن جا که پیمان صلح با لئوپلد یکم تا سال ۱۶۸۴ (۱۰۶۳) اعتبار داشت آن را نادیده بگیرد.
- ۱۶۸۳ - ۱۶۸۲ - (۱۰۶۱-۱۰۶۲): عثمانی‌ها در آدریانپول اردو زدند.
- ۱۶۸۲ - (۱۰۶۱): پتر کبیر فرمانروای روسیه شد.
- ۱۶۸۲ - (۱۰۶۱): لاسال طول رود می‌سی‌سی‌پی را کاوش کرد و مدعی لوییزیانا برای فرانسه شد.
- ۱۶۸۳ - (۱۰۶۲): چین بر پادشاهی تونگنینگ غلبه کرد و تایوان را ضمیمهٔ خود ساخت.
- ۱۶۸۳ - (۱۰۶۲): شورای جنگ هابسبورگ در وین تشکیل جلسه داد.
- ۱۶۸۳ - (۱۰۶۲): نبرد وین باعث شد که استیلای امپراتوری عثمانی بر جنوب شرق اروپا پایان یابد.
- ۱۶۸۵ - (۱۰۶۴): فرمان فوتینبلو پروتستانتیزم را در فرانسه ممنوع اعلام کرد. شاه چارلز دوم مرد.
- ۱۶۸۷ - (۱۰۶۶): ایزاک نیوتون کتاب اصول ریاضی فلسفه طبیعی را منتشر کرد.
- ۱۶۸۸ - (۱۰۶۷): محاصرهٔ دِری در ایرلند
- ۱۶۸۸ - (۱۰۶۷): انقلاب سیام نفوذ فرانسه را محدود کرد و تقریباً تمام روابط با غرب را تا سده ۱۹ میلادی به محاق برد.
- ۱۶۸۹ - ۱۶۸۸ - (۱۰۶۷-۱۰۶۸): انقلاب باشکوه با حملهٔ جمهوری هلند به انگلستان آغاز شد. نظام سیاسی انگلستان به پادشاهی مشروطه تبدیل شد.
- ۱۶۹۱ - ۱۶۸۸ - (۱۰۶۷-۱۰۷۰): جنگ دو شاه در ایرلند.
- ۱۶۹۷ - ۱۶۸۹ - (۱۰۶۸-۱۰۷۶): ائتلاف بزرگ باعث جلوگیری از گسترش فرانسه در طول جنگ نه‌ساله شد.
- ۱۶۸۹ - (۱۰۶۸): ویلیام بر تخت پادشاهی انگلستان، اسکاتلند و ایرلند تکیه زد.
- ۱۶۸۹ - (۱۰۶۸): جان لاک نخستین نامه دربارهٔ تساهل را منتشر کرد.
- ۱۶۸۹ - (۱۰۶۸): پیمان نرچینسک مرزی بین چین و روسیه برقرار ساخت.
- ۱۶۸۹ - (۱۰۶۸): نبرد کیلیکرانکی بین جاکوبی‌ها و ویلیامی‌ها در پرتشایر
- ۱۶۸۹ - (۱۰۶۸): شورش کارپوش در جمهوری مقدونیه کنونی شکست خورد و اسکوپیه به دست ترکان عثمانی افتاد.

### دههٔ ۱۶۹۰

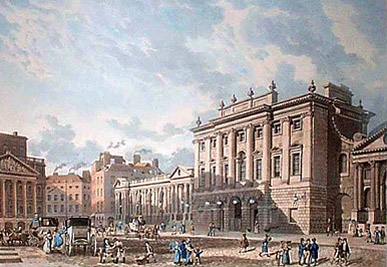
بانک انگلستان

- ۱۶۹۰ - (۱۰۶۹): نبرد بوین در ایرلند
- ۱۶۹۲ - (۱۰۷۱): محاکمهٔ جادوگران در دهکده سالم ماساچوست
- ۱۶۹۴ - ۱۶۹۲ - (۱۰۷۱-۱۰۷۳): ۲ میلیون نفر در فرانسه بر اثر قحطی مردند.[۶]
- ۱۶۹۴ - (۱۰۷۳): بانک انگلستان تشکیل شد.
- ۱۶۹۴ - (۱۰۷۳): ماری دوم انگلستان مرد.
- ۱۶۹۵ - (۱۰۷۴): امپراتوری گورکانیان فعالیت شرکت هند شرقی را به دلیل دزدیدن گنج ساوای توسط یک دزد دریایی به نام هنری آوری تقریباً ممنوع اعلام کرد.
- ۱۶۹۷ - ۱۶۹۶ - (۱۰۷۵-۱۰۷۶): تقریباً یک سوم جمعیت فنلاند بر اثر قحطی، جان خود را از دست دادند.[۷]
- ۱۶۹۹ - (۱۰۷۸): پیمان صلح کارلوویتز به جنگ بزرگ عثمانی پایان داد.
- ۱۶۹۹ - (۱۰۷۸): توماس ساوری نخستین نمونه از موتور بخار خود را در انجمن سلطنتی انگلستان به نمایش گذاشت.

## شخصیت‌های مهم

### رهبران، سیاستمداران و نظامیان جهان

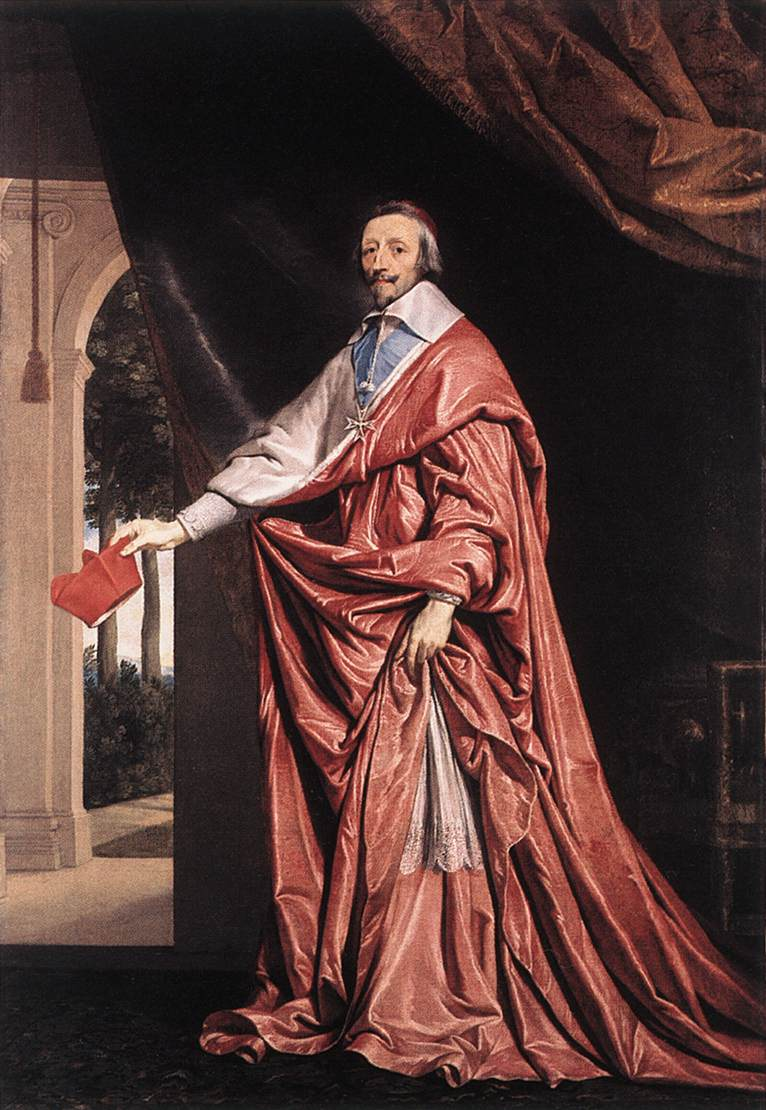
کاردینال ریشلیو، صدراعظم لویی سیزدهم و مشهور به عالیجناب سرخپوش

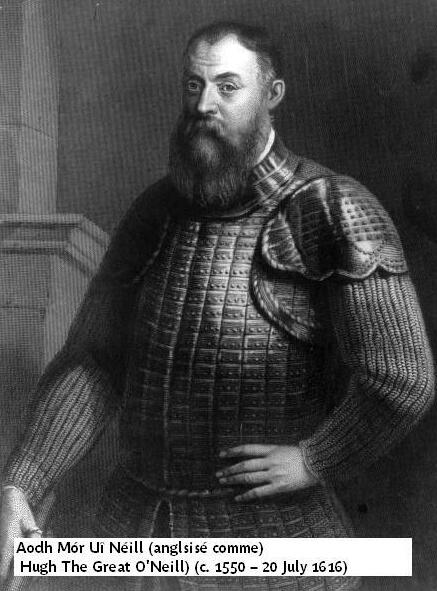
هیو اونیل، مشهور به ارل کبیر، از بزرگ‌ترین مقاومان ایرلندی ضد قدرت انگلستان

- آلبرشت فون والنشتاین، فرمانده کاتولیک آلمانی در جنگ سی‌ساله (۱۶۳۴-۱۵۸۳) - (۱۰۱۳-۹۶۲)
- آن اتریش، ملکه و نایب‌السلطنهٔ فرانسه (۱۶۶۶-۱۶۰۱) - (۱۰۴۵-۹۸۰)
- آندره لونوتر، طراح منظره فرانسوی (۱۷۰۰-۱۶۱۳) - (۱۰۷۹-۹۹۲)
- الکسیس روسیه، تزار امپراتوری روسیه (۱۶۷۶-۱۶۲۹) - (۱۰۵۵-۱۰۰۸)
- الیزابت اول انگلستان، ملکهٔ حاکم انگلستان و ایرلند (۱۶۰۳-۱۵۳۳) - (۹۸۲-۹۱۲)
- الیور کرامول، فرمانروای نگهبان انگلستان، اسکاتلند و ایرلند (۱۶۵۸-۱۵۹۹) - (۱۰۳۷-۹۷۸)
- ایمره توکولی، شاهزاده ترانسیلوانی (۱۷۰۵-۱۶۵۷) - (۱۰۸۴-۱۰۳۶)
- پتر کبیر، تزار روسیه، نخستین امپراتور روسیه (۱۷۲۵-۱۶۷۲) - (۱۱۰۴-۱۰۵۱)
- پوپِی، رهبر مذهبی تِوا و رهبر شورش پوئبلو (حدوداً ۱۶۸۸-۱۶۳۰) - (۱۰۶۷-۱۰۰۹)
- تسوآت، رهبر قبیلهٔ آلگونکین
- توکوگاوا ایه‌یاسو، بنیان‌گذار نخستین شوگون ژاپن (۱۶۱۶-۱۵۴۳) - (۹۹۵-۹۲۲)
- جیمز اول انگلستان (۱۶۲۵-۱۵۶۶) - (۱۰۰۴-۹۴۵)
- جیمز دوم انگلستان (۱۷۰۱-۱۶۳۳) - (۱۰۸۰-۱۰۱۲)
- چارلز اول انگلستان، شاه انگلستان، اسکاتلند و ایرلند (۱۶۴۹-۱۶۰۰) - (۱۰۲۸-۹۷۹)
- چارلز دوم انگلستان، شاه انگلستان، اسکاتلند و ایرلند (۱۶۸۵-۱۶۳۰) - (۱۰۶۴-۱۰۰۹)
- دیمیتری پوژارسکی، شاهزادهٔ روسی و رهبر شورش ضدلهستانی (۱۶۴۲-۱۵۷۷) - (۱۰۲۱-۹۵۶)
- ریچارد کرامول، فرمانروای نگهبان انگلستان، اسکاتلند و ایرلند (۱۷۱۲-۱۶۲۶) - (۱۰۹۱-۱۰۰۵)
- کاردینال مازارین، سیاستمدار و کاردینال فرانسوی ایتالیایی‌الاصل (۱۶۶۱-۱۶۰۲) - (۱۰۴۰-۹۸۱)
- سامارث راماداس، قدیس هندو (۱۶۸۱-۱۶۰۸) - (۱۰۶۰-۹۸۷)
- سانت توکارام، قدیس هندو (۱۶۵۰-۱۶۰۰) - (۱۰۲۹-۹۷۹)
- عباس یکم، شاه دودمان صفویان در ایران، (۱۶۲۹-۱۵۸۷) - (۱۰۰۸-۹۶۶)
- شیواجی بوسله، شاه هندو، نخستین حاکم مراتا (۱۶۸۰-۱۶۳۰) - (۱۰۵۹-۱۰۰۹)
- فرانسواز آتنایس، معشوقهٔ لویی چهاردهم (۱۷۰۷-۱۶۴۱) - (۱۰۸۶-۱۰۲۰)
- فرانسواز دوبین، همسر دوم لویی چهاردهم (۱۷۱۹-۱۶۳۵) - (۱۰۹۸-۱۰۱۴)
- فیلیپ چهارم اسپانیا، شاه اسپانیا (۱۶۶۵-۱۶۰۵) - (۱۰۴۴-۹۸۴)
- کاردینال ریشلیو، کاردینال، دوک و سیاستمدار فرانسوی (۱۶۴۲-۱۵۸۵) - (۱۰۲۱-۹۶۴)
- کریستینا، ملکه سوئد (۱۶۸۹-۱۶۲۶) - (۱۰۶۸-۱۰۰۵)
- گورو تیغ بهادر، نهمین گورو آئین سیک (۱۶۷۵-۱۶۲۱) - (۱۰۵۴-۱۰۰۰)
- گوستافوس آدولفوس سوئد، شاه سوئد (۱۶۳۲-۱۵۹۴) - (۱۰۱۱-۹۷۳)
- لئوپلد اول، امپراتور روم مقدس (۱۷۰۵-۱۶۴۰) - (۱۰۸۴-۱۰۱۹)
- لویی چهاردهم، شاه فرانسه و نابارا (۱۷۱۵-۱۶۳۸) - (۱۰۹۴-۱۰۱۷)
- لویی سیزدهم، شاه فرانسه و نابارا (۱۶۴۳-۱۶۰۱) - (۱۰۲۲-۹۸۰)
- ماری دوم انگلستان، (۱۶۹۴-۱۶۶۲) - (۱۰۷۳-۱۰۴۱)
- میخائیل رومانوف، تزار امپراتوری روسیه (۱۶۴۵-۱۵۹۶) - (۱۰۲۴-۹۷۵)
- میخیل دورویتر، آدمیرال هلندی (۱۶۷۶-۱۶۰۷) - (۱۰۵۵-۹۸۶)
- ویلیام سوم انگلستان، حاکم استان‌های اصلی جمهوری هلند و شاه انگلستان (۱۷۰۲-۱۶۵۰) - (۱۰۸۱-۱۰۲۹)
- هیو اونیل، شاهزادهٔ ایرلندی که با نیروهای الیزابت اول جنگید. (۱۶۱۶-۱۵۵۰) - (۹۹۵-۹۲۹)
- یان سوبیسکی، شاه لهستان (۱۶۹۶-۱۶۲۹) - (۱۰۷۵-۱۰۰۸)
- یوهان د ویت، سیاستمدار هلندی (۱۶۷۲-۱۶۲۵) - (۱۰۵۱-۱۰۰۴)

### موسیقی‌دانان و آهنگسازان

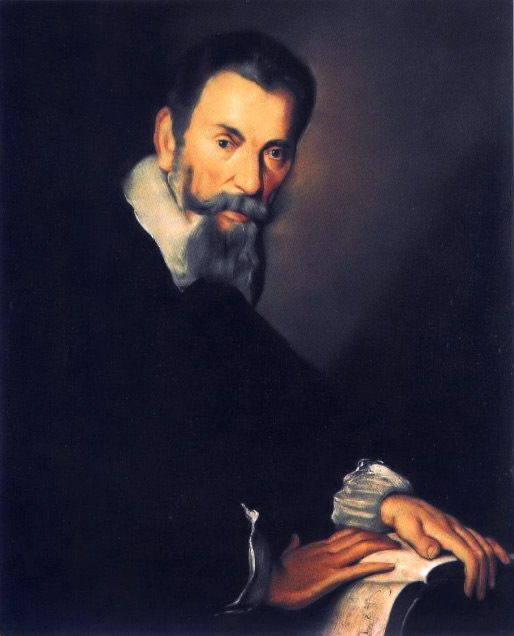
کلودیو مونته وردی، آهنگ‌ساز ایتالیایی موسیقی باروک و رنسانس

- آرکانجلو کورلی، آهنگ‌ساز ایتالیایی (۱۷۱۳-۱۶۵۳) - (۱۰۹۲-۱۰۳۲)
- الساندرو اسکارلاتی، آهنگ‌ساز اپرای ایتالیایی (۱۷۲۵-۱۶۶۰) - (۱۱۰۴-۱۰۳۹)
- جان بلو، آهنگ‌ساز انگلیسی (۱۷۰۸-۱۶۴۹) - (۱۰۸۷-۱۰۲۸)
- ژان باپتیست لولی، آهنگ‌ساز ایتالیایی که او را پدر اپرای فرانسوی می‌دانند. (۱۶۸۷-۱۶۳۲) - (۱۰۶۶-۱۰۱۱)
- آنتونیو ویوالدی، آهنگ‌ساز ایتالیایی (۱۶۷۸ – ۱۷۴۱)
- فرانچسکو کاوالی، آهنگ‌ساز ونیزی (۱۶۷۶-۱۶۰۲) - (۱۰۵۵-۹۸۱)
- کلودیو مونته وردی، آهنگ‌ساز ایتالیایی موسیقی باروک و رنسانس (۱۶۴۳-۱۵۶۷) - (۱۰۲۲-۹۴۶)
- مارک آنتوان شارپنتیه، آهنگ‌ساز فرانسوی (۱۷۰۴-۱۶۴۳) - (۱۰۸۳-۱۰۲۲)
- موسیو دو سن کلمب، آهنگ‌ساز فرانسوی موسیقی سالنی (حدوداً ۱۷۰۰-۱۶۴۰) - (۱۰۷۹-۱۰۱۹)
- هاینریش شوتز، آهنگساز آلمانی (۱۶۷۲-۱۵۸۵) - (۱۰۵۱-۹۶۴)
- هنری پرسل، آهنگ‌ساز انگلیسی (۱۶۹۵–۱۶۵۹) - (۱۰۷۴-۱۰۳۸)
- یوهان پاکلبل، آهنگ‌ساز آلمانی (۱۷۰۶-۱۶۵۳) - (۱۰۸۵-۱۰۳۲)
- یوهان سباستین باخ (۱۷۵۰-۱۶۸۵) - (۱۱۲۹-۱۰۶۴)
- یوهان کریستوف باخ، آهنگ‌ساز و عموی بزرگ نابغهٔ بلندآوازه (۱۷۰۳-۱۶۴۲) - (۱۰۸۲-۱۰۲۱)

### خالقان آثار تجسمی

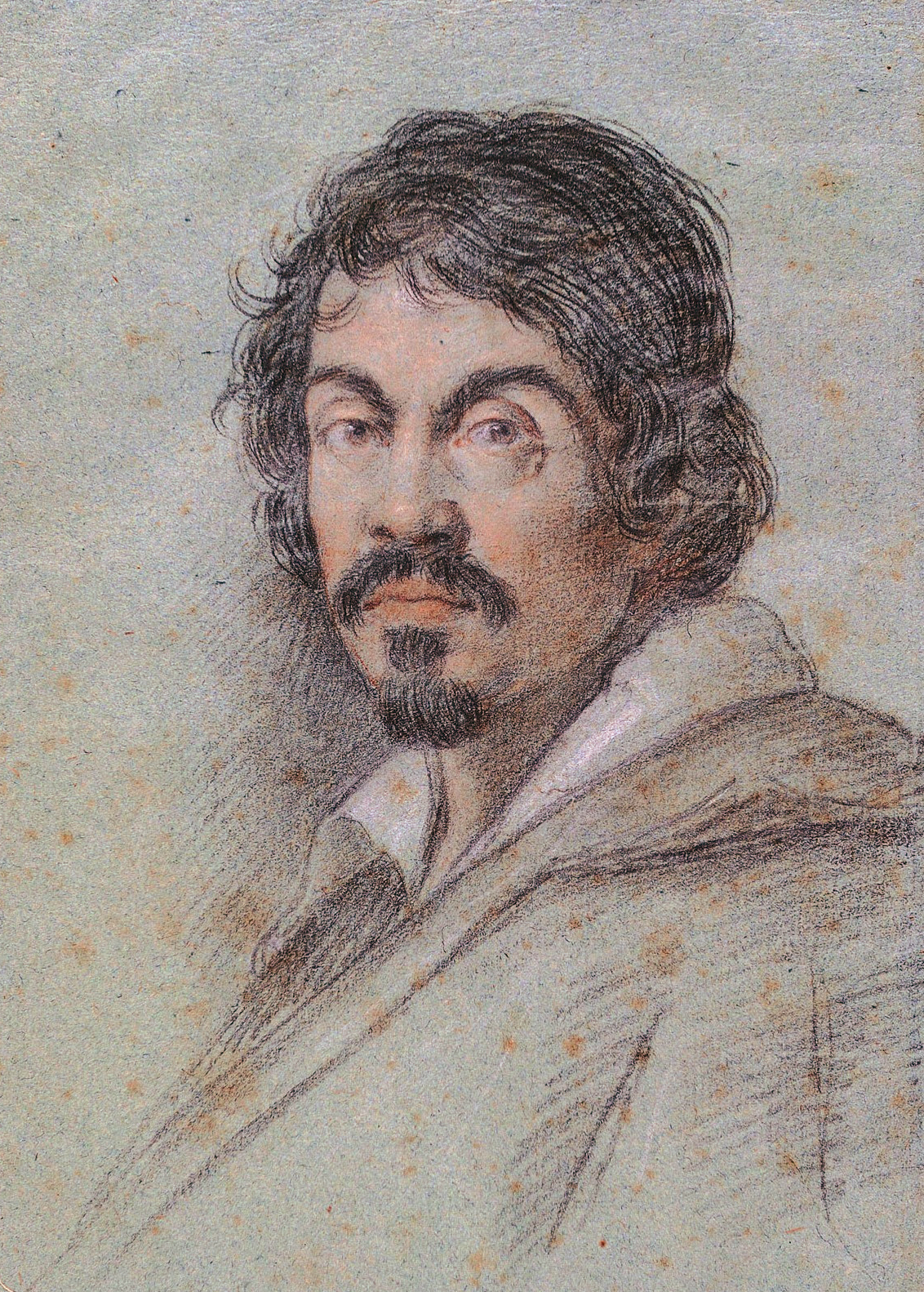
کاراواجو

- آرتمیزیا جنتیلسکی، نقاش ایتالیایی (۱۶۲۳-۱۵۳۴) - (۱۰۰۲-۹۱۳)
- بارتولومه استبان موریلو، نقاش اسپانیایی (۱۶۸۲-۱۶۱۷) - (۱۰۶۱-۹۹۶)
- پتر پل روبنس، نقاش فلاندری (۱۶۴۰-۱۵۷۷) - (۱۰۱۹-۹۵۶)
- جیان لورنزو برنینی، پیکرتراش و معمار ایتالیایی (۱۶۸۰-۱۵۹۸) - (۱۰۵۹-۹۷۷)
- جیانگ تینگسی، نقاش، خوشنویس، دانشنامه‌نویس چینی که نمایندهٔ کشورش در ژاپن شد. (۱۷۳۲-۱۶۶۹) - (۱۱۱۱-۱۰۴۸)
- خوزه دی ریبرا، نقاش اسپانیایی (۱۶۵۲-۱۵۹۱) - (۱۰۳۱-۹۷۰)
- دیه‌گو رودریگز سیلوا ولاسکز، نقاش اسپانیایی (۱۶۶۰-۱۵۹۹) - (۱۰۳۹-۹۷۸)
- رمبراند هارمنزون وان راین، نقاش هلندی (۱۶۶۹-۱۶۰۶) - (۱۰۴۸-۹۸۵)
- ژرژ دلاتور، نقاش فرانسوی (۱۶۵۲-۱۵۹۳) - (۱۰۳۱-۹۷۲)
- فرانچسکو بورومینی، پیکرتراش و معمار ایتالیایی (۱۶۶۷-۱۵۹۹) - (۱۰۴۶-۹۷۸)
- فرانسیسکو زورباران، نقاش اسپانیایی (۱۶۶۴-۱۵۹۸) - (۱۰۴۳-۹۷۷)
- میکل‌آنجلو مریسی دا کاراواجو، نقاش ایتالیایی (۱۶۱۰-۱۵۷۱) - (۹۸۹-۹۵۰)
- نیکولا پوسن، نقاش کلاسیک فرانسوی (۱۶۶۵-۱۵۹۴) - (۱۰۴۴-۹۷۳)
- یاکوب وان رویسدال، نقاش هلندی (۱۶۸۲-۱۶۲۸) - (۱۰۶۱-۱۰۰۷)
- یاکوب یوردانس، نقاش فلاندری (۱۶۷۸-۱۵۹۳) - (۱۰۵۷-۹۷۲)
- یان استین، نقاش هلندی (۱۶۷۹-۱۶۲۶) - (۱۰۵۸-۱۰۰۵)
- یوهانس ورمر، نقاش هلندی (۱۶۷۵-۱۶۳۲) - (۱۰۵۴-۱۰۱۱)

### ادبا

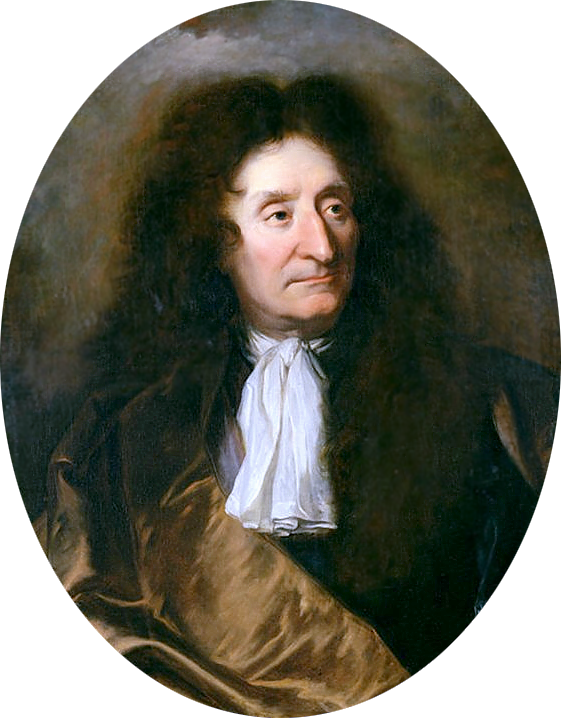
فونتن، شاعر و حکایت‌نویس فرانسوی

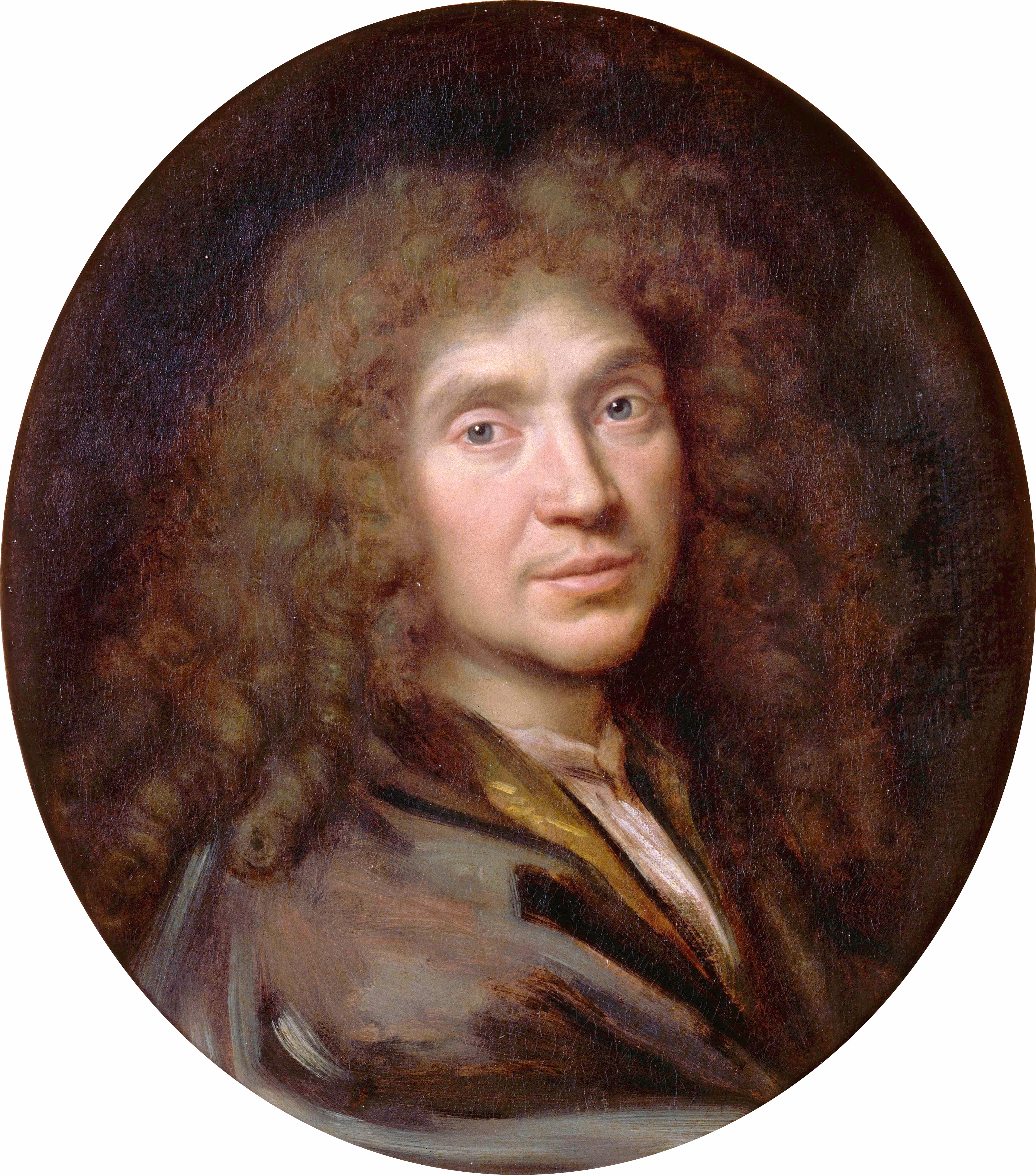
ژان باپتیست پوکلن مشهور به مولیر از برجسته‌ترین درام‌نویسان سده ۱۷ فرانسه

- آندره‌آس گریفیوس، شاعر و نمایشنامه‌نویس آلمانی (۱۶۶۴-۱۶۱۶) - (۱۰۴۳-۹۹۵)
- آواکوم پتروف، نویسنده و کشیش روسی (۱۶۸۲-۱۶۲۱) - (۱۰۶۱-۱۰۰۰)
- بن جانسن، نمایشنامه‌نویس انگلیسی (۱۶۳۷-۱۵۷۲) - (۱۰۱۶-۹۵۱)
- پدرو کالدرون د لا بارکا، نمایشنامه‌نویس اسپانیایی (۱۶۸۱-۱۶۰۰) - (۱۰۶۰-۹۷۹)
- پییر کورنی، نمایشنامه‌نویس فرانسوی (۱۶۸۴-۱۶۰۶) - (۱۰۶۳-۹۸۵)
- جان دان، شاعر ماوراءالطبیعه‌گرای انگلیسی (۱۶۳۱-۱۵۷۲) - (۱۰۱۰-۹۵۱)
- جان درایدن، شاعر، منتقد، مترجم و نمایشنامه‌نویس انگلیسی (۱۷۰۰-۱۶۳۱) - (۱۰۷۹-۱۰۱۰)
- جان میلتون، نویسنده و شاعر انگلیسی (۱۶۷۴-۱۶۰۸) - (۱۰۵۳-۹۸۷)
- جان ویلموت، شاعر انگلیسی (۱۶۸۰-۱۶۴۷) - (۱۰۵۹-۱۰۲۶)
- دانیل دفو، نویسنده، رمان‌نویس انگلیسی (۱۷۳۱-۱۶۶۱ یا ۱۶۵۹) - (۱۱۱۰-۱۰۴۰ یا ۱۰۳۸)
- ژان دو له فونتن، شاعر فرانسوی (۱۶۹۵-۱۶۲۱) - (۱۰۷۴-۱۰۰۰)
- ژان راسین، نمایشنامه‌نویس فرانسوی (۱۶۹۹-۱۶۳۹) - (۱۰۷۸-۱۰۱۸)
- ساموئل پیپس، کارمند دولتی و وقایع‌نگار انگلیسی (۱۷۰۳-۱۶۳۳) - (۱۰۸۲-۱۰۱۲)
- فرانسیسکو د کودو، نویسنده اسپانیایی (۱۶۴۵-۱۵۸۰) - (۱۰۲۴-۹۵۹)
- لوپه د وگا، شاعر و نمایشنامه‌نویس اسپانیایی (۱۶۳۵-۱۵۶۲) - (۱۰۱۴-۹۴۱)
- مولیر، نمایشنامه‌نویس، بازیگر و کارگردان فرانسوی (۱۶۷۳-۱۶۲۲) - (۱۰۵۲-۱۰۰۱)
- میاموتو موساشی، شاعر و نقاش سامورایی ژاپنی (۱۶۴۵-۱۵۸۷) - (۱۰۲۴-۹۶۶)
- میگل د سِروانتِس ساآودرا، نویسنده اسپانیایی (۱۶۱۶-۱۵۷۴) - (۹۹۵-۹۵۳)
- نیکلا بویلو دپریو، شاعر و منتقد فرانسوی (۱۷۱۱-۱۶۳۶) - (۱۰۹۰-۱۰۱۵)
- ویلیام شکسپیر، شاعر و نویسنده انگلیسی (۱۶۱۶-۱۵۶۴) - (۹۹۵-۹۴۳)
- یوست فان دن فوندل، نویسنده و نمایشنامه‌نویس هلندی (۱۶۷۹-۱۵۸۷) - (۱۰۵۸-۹۶۶)

### آموزگاران
- جفری کیتینگ، مورخ ایرلندی (حدوداً ۱۶۴۴-۱۵۶۹)
- دووالتاخ ماک ایژویشی، مورخ و شجره‌شناس ایرلندی (درگذشت ۱۶۷۱)
- سونگ یینشینگ، دانشنامه‌نویس چینی (۱۶۶۶-۱۵۸۷)
- شو شیاکو، جغرافیدان چینی (۱۶۴۱-۱۵۸۷)

### کاشفان
- آبل جانسون تاسمان، کاشف و دریانورد هلندی (۱۶۵۹-۱۶۰۳)
- اولیا چلبی، کاشف عثمانی
- ساموئل دو شاپلن، کاشف فرانسوی
- سیمیون دژنیف (۱۶۷۲-۱۶۰۵)، کاشف روسی سیبری و نخستین اروپایی که از تنگه برینگ گذر کرد.
- لوییز تورس، (حدوداً ۱۶۰۷-۱۵۶۵)، کاشف پرتغالی یا اسپانیایی.
- هنری هودسون (۱۶۱۱-۱۵۷۰) کاشف انگلیسی
- یروفی خاباروف (۱۶۷۱-۱۶۰۳)، کارآفرین روسی که به خاطر کشف منطقه رود آمور شهرت یافت.

### فیلسوفان و دانشمندان

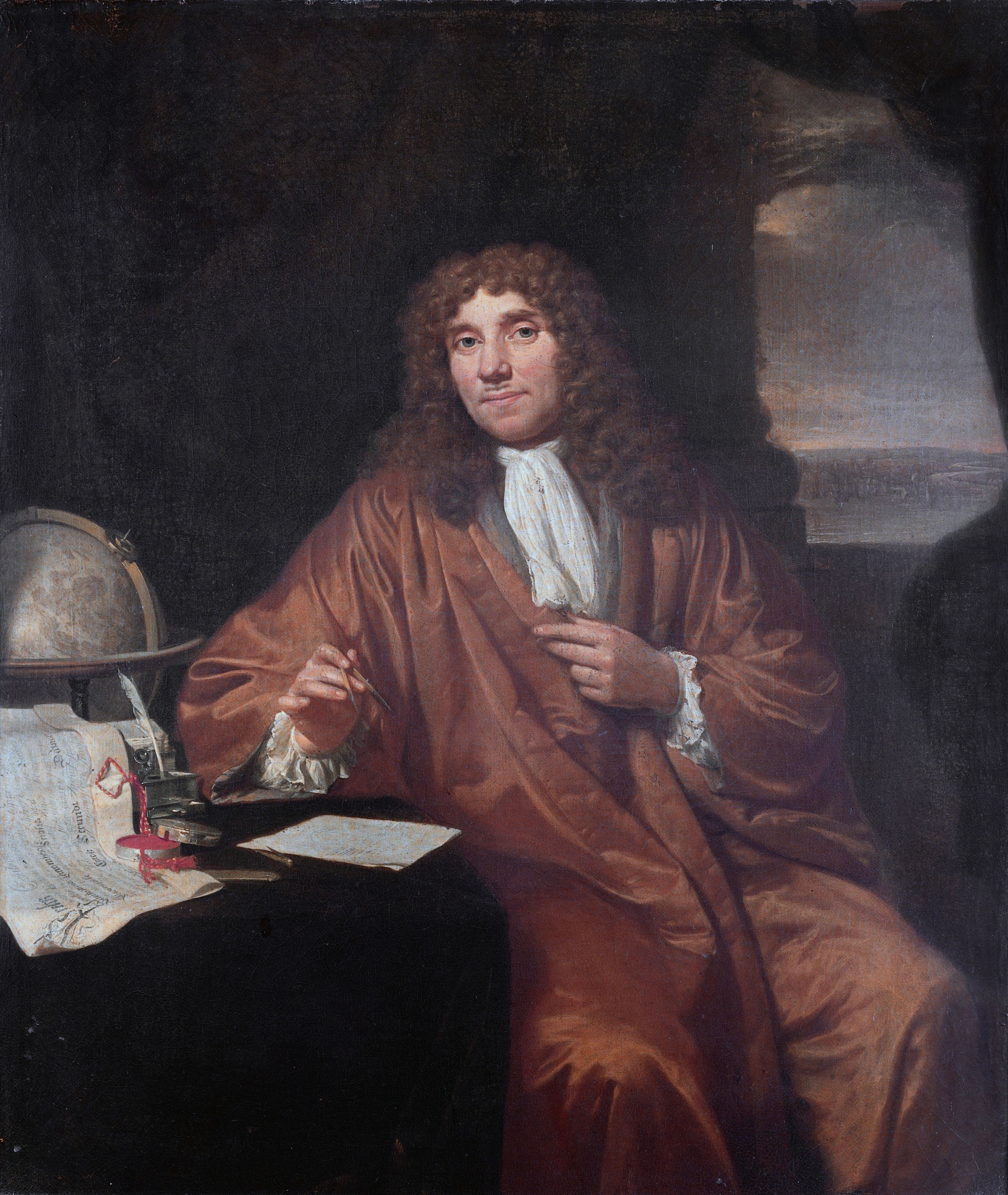
آنتونی فیلیپس فان لیوونهوک، پدر میکروب‌شناسی

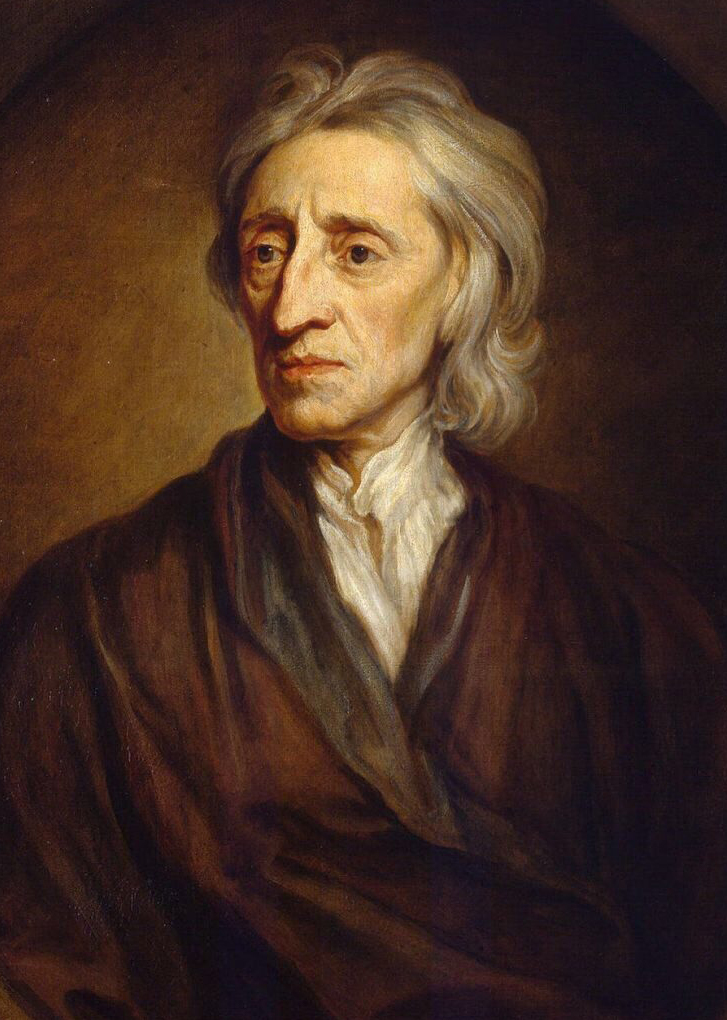
جان لاک، از بزرگ‌ترین اندیشمندان عصر روشنگری. وی یکی از پدران تجربه گرایی نوین و لیبرالیسم کلاسیک به شمار می آید. بعد ها ایده های وی در تجربه گرایی منجر به مبنای عمیق فلسفی برای دستاورد های علمی زمانه خود همچون مکانیک نیوتونی شد و نظریات سیاسی وی بارور بسیاری از تحولات دیگر بود.

- آبراهام دربی اول، آهن‌ساز انگلیسی که برای نخستین بار کورهٔ ذوب آهن با سوخت زغال سنگ را ساخت. (۱۷۱۷-۱۶۷۸)
- آنتونی فان لیوونهوک، دانشمند هلندی که برای اولین بار توانست با استفاده از میکروسکوپ باکتری‌ها را ببیند. (۱۷۲۳-۱۶۳۲)
- آیزاک نیوتن، فیزیک‌دان و ریاضی‌دان انگلیسی (۱۷۲۷-۱۶۴۳)
- اسماعیل بولیالدوس، ستاره‌شناس فرانسوی (۱۶۹۴-۱۶۰۵)
- باروخ اسپینوزا، فیلسوف هلندی (۱۶۴۸-۱۵۸۳)
- بلز پاسکال، متخصص الهیات، ریاضی‌دان و فیزیکدان فرانسوی (۱۶۶۲-۱۶۲۳)
- پییر دو فرما، حقوق‌دان و ریاضی‌دان فرانسوی (۱۶۶۵-۱۶۰۱)
- پییر گاسندی، فیلسوف، کشیش، دانشمند، ستاره‌شناس و ریاضی‌دان فرانسوی (۱۶۵۵-۱۵۷۸)
- توماس براون، نویسنده، فیلسوف و دانشمند انگلیسی (۱۶۸۲-۱۶۰۲)
- توماس هابز، فیلسوف و ریاضی‌دان انگلیسی (۱۶۷۹-۱۵۸۸)
- جان لاک، فیلسوف انگلیسی (۱۷۰۴-۱۶۳۲)
- رنه دکارت، فیلسوف و ریاضی‌دان فرانسوی (۱۶۵۰-۱۵۹۶)
- فرانسیس بیکن، فیلسوف و سیاستمدار انگلیسی (۱۶۲۶-۱۵۶۱)
- کریستوفر رن، معمار و دانشمند انگلیسی (۱۷۲۳-۱۶۳۲)

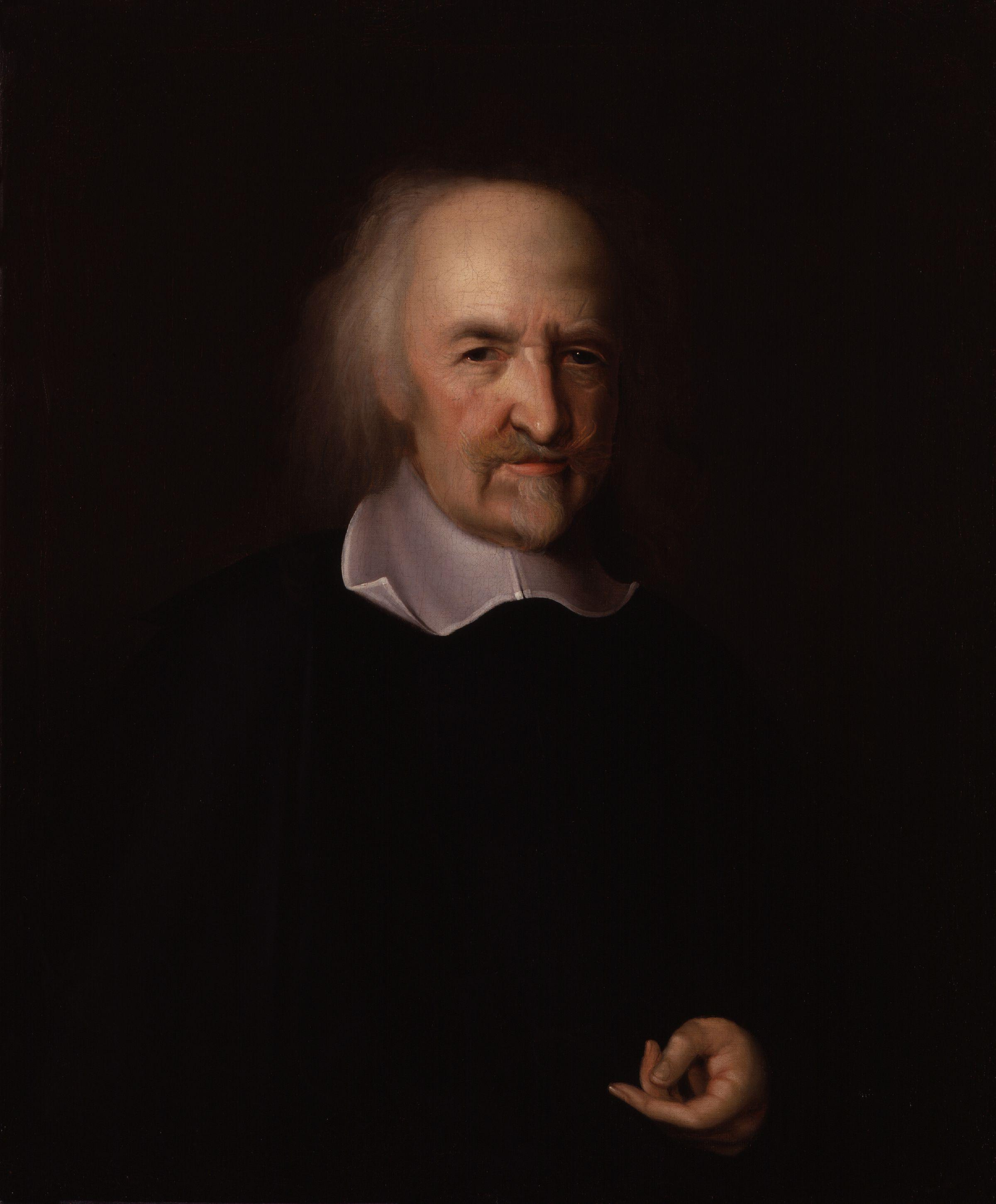
توماس هابز فیلسوف و حقوق دان بزرگ انگلیسی ، از بزرگترین اندیشمندان عصر روشنگری. مبدع فلسفه ماده باوری ساختاری و بسیاری از ایده های سازنده حقوقی که تحولاتی شگرفی را در علوم سیاست به وجود آورد.

- توماس هابز فیلسوف و حقوق دان بزرگ انگلیسی ، از بزرگترین اندیشمندان عصر روشنگری . مبدع فلسفه ماده باوری ساختاری و بسیاری از ایده های سازنده حقوقی که تحولاتی شگرفی را در علوم سیاست به وجود آورد .  کریستیان هویگنس، ریاضی‌دان، فیزیک‌دان و ستاره‌شناس هلندی (۱۶۹۵-۱۶۲۹)
- گالیلئو گالیله، دانشمند و فیلسوف طبیعت‌گرای ایتالیایی (۱۶۴۲-۱۶۰۱)
- گوتفرید لایبنیتس، فیلسوف و ریاضی‌دان آلمانی (۱۷۱۶-۱۶۴۶)
- مارین مرسن، متخصص الهیات، فیلسوف، ریاضی‌دان و نظریه‌پرداز موسیقی که با عنوان پدر علم آکوستیک (صداشناسی) شناخته می‌شود. (۱۶۴۸-۱۵۸۸)
- ویلیام هاروی، پزشک (۱۶۵۷-۱۵۹۲)
- یوهان کپلر، ستاره‌شناس آلمانی (۱۶۳۰-۱۵۷۱)

## نوآوری‌ها

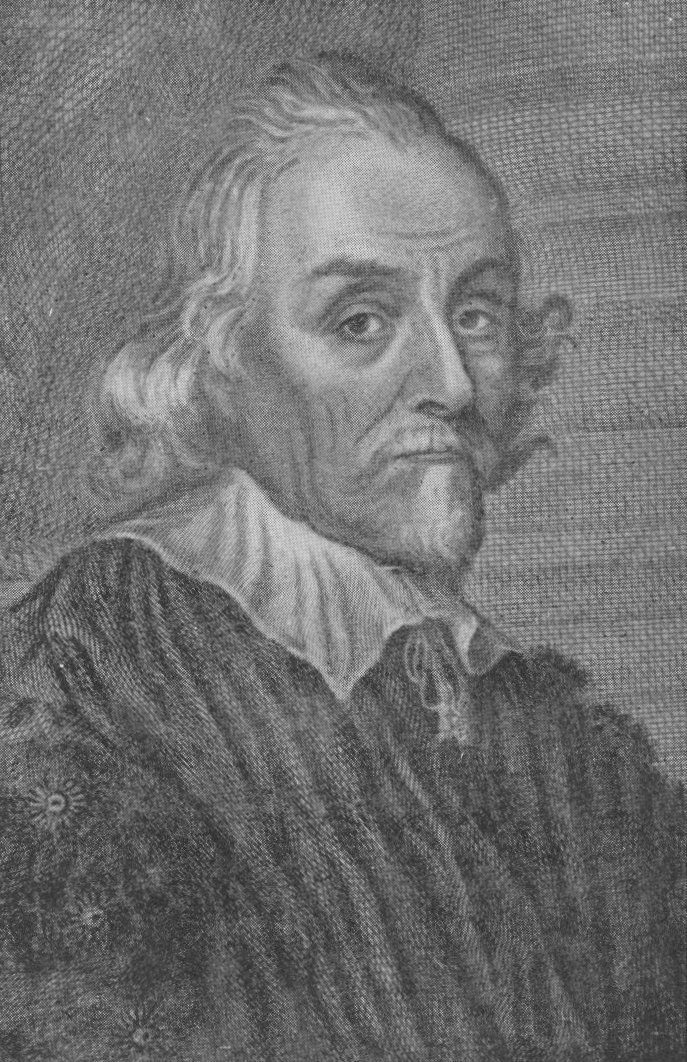
ویلیام هاروی، طبیب و زیست‌شناس انگلیسی که مبدع دستگاه گردش خون میباشد. کتاب وی تحت عنوان (رساله ای تشریحی درباره حرکت قلب و خون در حیوانات) فضای جامعه علمی را دچار تحولی شگرف گردانید.

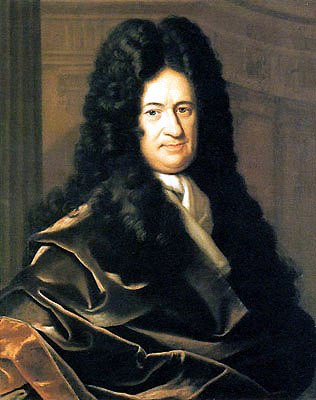
گوتفرید ویلهلم فون لایبنیتس، فیلسوف، ریاضیدان و فیزیک‌دان آلمانی. وی به همراه آیزاک نیوتون از پدران حساب دیفرانسیل و انتگرال به شمار می آید. در زمینه فلسفی میتوان به ضرورت مطلق و مشروط و ضرورت های متافیزیکی یا اخلاقی ؛ حقیقت عقل و واقع ؛ منادولوژی و ... اشاره نمود.

در این سده تغییرات عظیمی در دانش و فلسفه رخ داد که از آن با عنوان انقلاب علمی یاد می‌شود.
- باروخ اسپینوزا فیلسوف هلندی، از بزرگترین اندیشمندان عقل گرای عصر روشنگری ، نگرش فلسفی جبرگرایانه در صدد این بود که از دوگانه گرایی دکارتی گذر کند و این دوگانه گرایی را به وحدانیت جوهری  برساند و این روند اندیشه  او منجر به ایده همه خدایی و جوهر ممتد شد. عقاید او نقش موثری در مبارزه با سیطره کلیسا داشت . رواج مجدد اسکناس در اروپا
- اختراع بستنی
- رواج قهوه و چای در اروپا

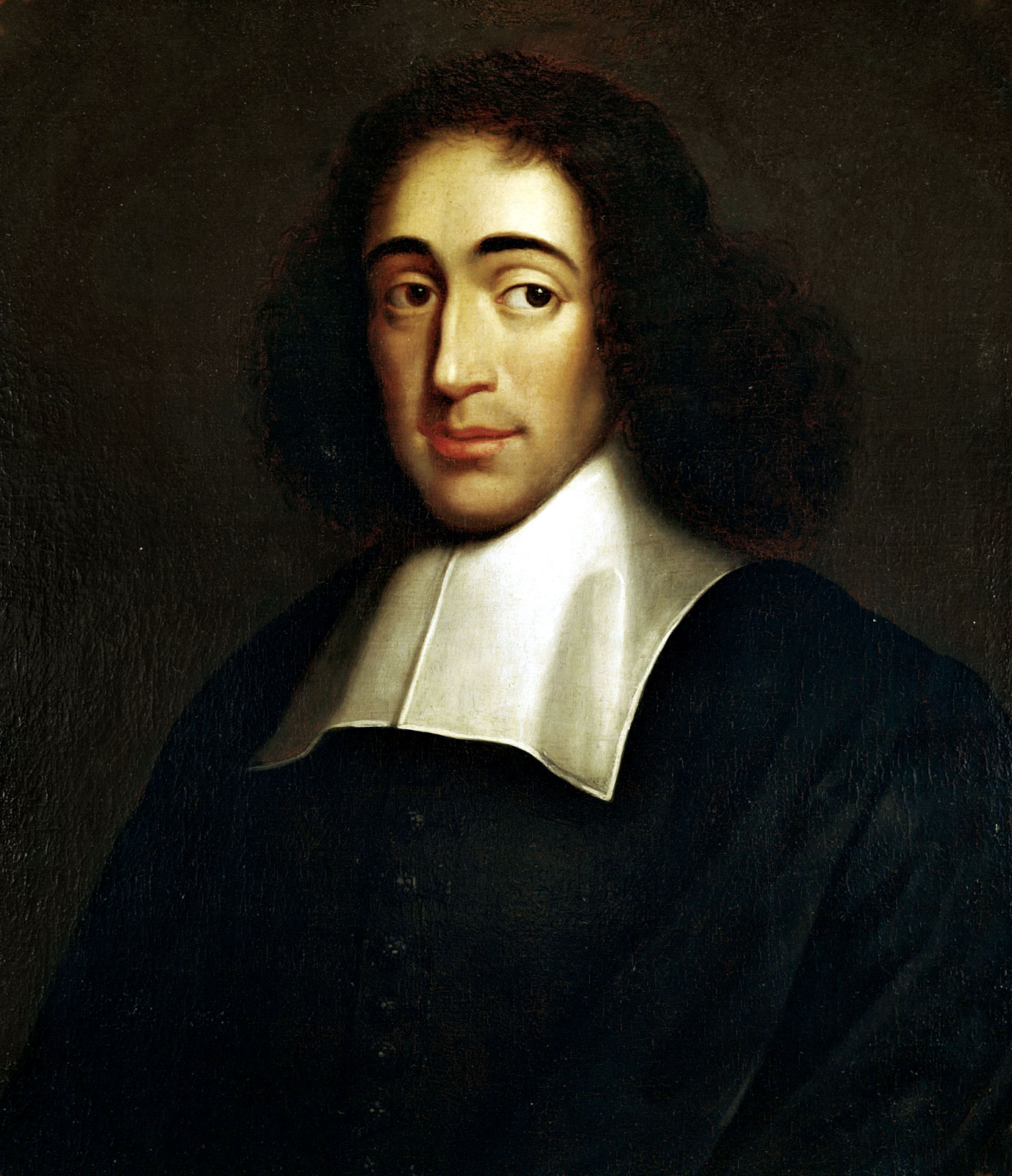
باروخ اسپینوزا فیلسوف هلندی، از بزرگترین اندیشمندان عقل گرای عصر روشنگری ، نگرش فلسفی جبرگرایانه در صدد این بود که از دوگانه گرایی دکارتی گذر کند و این دوگانه گرایی را به وحدانیت جوهری برساند و این روند اندیشه او منجر به ایده همه خدایی و جوهر ممتد شد. عقاید او نقش موثری در مبارزه با سیطره کلیسا داشت.

- ایجاد بانک مرکزی در فرانسه و ایجاد مالیه نوین توسط جان لا، اقتصاددان اسکاتلندی
- ساخت مسجد جامع اصفهان
- ۱۶۰۴ - (۹۸۳): ابرنواختر اس‌ان ۱۶۰۴ یا ابرنواختر کپلر در کهکشان راه شیری دیده شد.
- ۱۶۰۵ - (۹۸۴): یوهانس کپلر آغاز به مشاهدهٔ مدارهای بیضی شکل سیاره‌ها کرد.
- ۱۶۰۵ - (۹۸۴): یوهان کارلوس آلمانی نخستین روزنامه جهان به نام Relation (ارتباط) را منتشر کرد.
- ۱۶۰۸ - (۹۸۷): هانس لیپرسهی نخستین تلسکوپ شکستی را ساخت.
- ۱۶۱۰ - (۹۸۹): سحابی شکارچی توسط کلود نیکولا فابری د پیرس فرانسوی کشف شد.
- ۱۶۱۰ - (۹۸۹): گالیلئو گالیله و سیمون ماریوس ماه‌های گالیله‌ای سیارهٔ مشتری را مشاهده کردند.
- ۱۶۱۲ - (۹۹۱): انجیل شاه جیمز یا «نسخهٔ مجاز» برای نخستین بار منتشر شد.
- ۱۶۱۴ - (۹۹۳): جان نپر لگاریتم را برای سهولت محاسبات معرفی کرد.
- ۱۶۲۰ - (۹۹۹): کورنلیوس دربل توانست با سرمایه‌گذاری جیمز اول انگلستان، نخستین زیردریایی جهان را با استفاده از چوب و چرم چرب بسازد.
- ۱۶۲۳ - (۱۰۰۲): نخستین فرهنگ زبان انگلیسی به نام English Dictionarie توسط هنری کاکرام منتشر شد. در این فرهنگ واژگان سخت به همراه معنی فهرست شده بودند.
- ۱۶۲۸ - (۱۰۰۷): ویلیام هاروی اکتشافاتش را در مورد دستگاه گردش خون منتشر ساخت.
- ۱۶۳۷ - (۱۰۱۶): انجیل به زبان هلندی منتشر شد.
- ۱۶۳۷ - (۱۰۱۶): نخستین سالن اپرای عمومی به نام تئاترو سن کاسیانو در ونیز گشایش یافت.
- ۱۶۳۷ - (۱۰۱۶): پیر فرما آخرین قضیه‌اش را که تا سال ۱۹۹۵ (میلادی) (۱۳۷۴) حل‌نشده باقی ماند را مطرح کرد.
- ۱۶۳۷ - (۱۰۱۶): هرچند مین‌های دریایی چینی پیش از این در سده ۱۴ میلادی در کتاب هولونگجینگ توضیح داده شده بودند، کتاب تیان گونگ کای وو نوشتهٔ سونگ یینشینگ تعریف جدیدی از این نوع مین‌ها را ارائه داد. مین جدید در یک کیسهٔ لعابی پیچیده می‌شود. سپس یک سرباز در ساحل با کشیدن یک رشته باعث چکاندن یک ماشه چخماقی با چرخ فلزی می‌شود.
- ۱۶۴۲ - (۱۰۲۱): بلز پاسکال ماشین حساب مکانیکی را اختراع کرد.
- ۱۶۴۲ - (۱۰۲۱): گراور مزوتینت سایه‌روشن‌های خاکستری را برای چاپ تصاویر معرفی کرد.
- ۱۶۴۳ - (۱۰۲۲): اوانجلیستا توریچلی ایتالیایی نخستین هواسنج جیوه‌ای را اختراع کرد.
- ۱۶۴۵ - (۱۰۲۴): گیاکومو تورلی ونیزی برای نخستین بار صحنهٔ تئاتر گردان را ابداع کرد.
- ۱۶۵۱ - (۱۰۳۰): جیوانی ریکویلی دریاوارهای ماه را تغییر نام داد.
- ۱۶۵۶ - (۱۰۳۵): کریستیان هویگنس شکل درست حلقه‌های کیوان را توصیف کرد.
- ۱۶۵۷ - (۱۰۳۶): کریستیان هویگنس نخستین نمونهٔ کاربردی ساعت پاندولی را بر اساس آموزه‌های گالیله گسترش داد.
- ۱۶۵۹ - (۱۰۳۸): کریستیان هویگنس برای نخستین بار جزئیات سطح بهرام را مشاهده کرد.
- ۱۶۶۳ - (۱۰۴۲): جیمز گرگوری طرح‌هایی از تلسکوپ شکستی را منتشر کرد.
- ۱۶۶۹ - (۱۰۴۸): نخستین تلسکوپ انعکاسی شناخته‌شدهٔ جهان توسط آیزاک نیوتون ساخته شد.
- ۱۶۷۶ - (۱۰۵۵): آنتونی وان لیوون هوک باکتری را کشف کرد.
- ۱۶۷۶ - (۱۰۵۵): نخستین اندازه‌گیری سرعت نور
- ۱۶۷۹ - (۱۰۵۸): دستگاه اعداد دودویی توسط گوتفرید لایبنیتز توسعه یافت.
- ۱۶۸۴ - (۱۰۶۳): حسابان به‌طور جداگانه توسط گوتفرید لایبنیتز و آیزاک نیوتون توسعه یافت و برای ایجاد مکانیک کلاسیک به کار رفت.

## دهه‌ها و سال‌ها
‎